# Borzoli
Borzoli (Bòrzoi /bɔrːzui/ in ligure) è un quartiere del ponente di Genova, posto su un'altura a cavallo tra la val Polcevera e la valle del Chiaravagna. Comune autonomo fino al 1926, nell'attuale ripartizione amministrativa del comune di Genova è diviso in due distinte "unità urbanistiche", Borzoli Est e Borzoli Ovest, la prima compresa nel Municipio V Valpolcevera, la seconda nel Municipio VI Medio Ponente.

## Toponimo
Il toponimo deriva dal latino "Boreas" (tramontana) dal quale sarebbe derivato il toponimo ligure Borzoi, con riferimento al vento di tramontana che spira nei mesi invernali nella zona del basso valico tra Polcevera e Chiaravagna oppure con il significato di "gente a tramontana", cioè la gente a nord di Sestri Ponente.

## Territorio
Borzoli confina a sud e ovest con Sestri Ponente, a nord con il comune di Ceranesi e per un breve tratto con la val Varenna (Pegli), a est con Bolzaneto, Rivarolo e Cornigliano. Le due unità urbanistiche che ne fanno parte si estendono complessivamente su 10,445 km², di cui solo 2,09 urbanizzati, e comprende quasi tutto il versante sinistro della val Chiaravagna a monte dell'autostrada A10 e la breve valle del torrente Fegino, affluente del Polcevera.
Le due zone sono separate da una porzione del lungo crinale montuoso (un tempo denominato Bigé) che distaccandosi dallo spartiacque ligure-padano presso i Piani di Praglia giunge al mare nella zona di Cornigliano e separa la val Polcevera dalle valli del Chiaravagna e del Varenna. I principali rilievi in quest'area sono il bric Rocca dei Corvi e il bric Teiolo.
Originariamente comune si estendeva in senso longitudinale da nord a sud, dal torrente Trasta, affluente di destra del Polcevera, fino al mare tra Sestri Ponente e Cornigliano, dove era un tempo la spiaggia della Fossa di Calcinara (interrata negli anni cinquanta per la costruzione dell'aeroporto Cristoforo Colombo). L'antico comune occupava infatti una superficie assai maggiore di quella delle attuali due unità urbanistiche e comprendeva anche la località di Trasta, oggi aggregata a Rivarolo, e l'area di Calcinara con tutta la zona, oggi parte di Sestri Ponente, alla sinistra del Chiaravagna, un tempo anch'essa poco popolata, ma massicciamente edificata nel secondo dopoguerra (questa zona oggi viene comunemente chiamata San Nicola, prendendo il nome dalla seicentesca chiesa dedicata a San Nicola da Tolentino).

## Storia
Le prime notizie documentate su Borzoli risalgono all'XI secolo. A quell'epoca il borgo già godeva dei benefici economici derivanti dal fatto di trovarsi in una posizione privilegiata sulla viabilità del tempo. Borzoli, per la sua conformazione geografica, era un importante crocevia da cui transitavano le strade che collegavano Genova con la Francia o con i valichi appenninici che portavano nella pianura Padana (passo della Bocchetta e Capanne di Marcarolo). La sua importanza era accresciuta dal fatto di trovarsi a poca distanza dal porto naturale costituito dal cosiddetto golfo di San Lorenzo o del Priano, che nei tempi più antichi, prima di essere interrato dai depositi alluvionale del Chiaravagna, era un importante approdo a ponente di Genova, sulla cui area oggi si estende il moderno abitato di Sestri Ponente.
Il valico di Borzoli, popolarmente chiamato "Lensisetta", a soli 86 metri slm, raggiungibile grazie ai guadi sul Polcevera che si trovavano all'altezza di Rivarolo, costituiva una comoda via di transito sulla strada tra Genova e la Riviera di Ponente, evitando il difficoltoso attraversamento del torrente in prossimità della foce, tra Sampierdarena e Cornigliano.
Dal XII secolo e per i successivi quattro secoli Borzoli fece parte della podesteria di Voltri della Repubblica di Genova, che si estendeva a ponente fino a Cogoleto. La vocazione agricola della zona accentuò i legami con la città. Il territorio, che allora come oggi non aveva un centro abitato compatto, ma era caratterizzato da piccoli nuclei attorno alla pieve di Santo Stefano, alla chiesa Sant'Ambrogio di Fegino e presso l'incrocio viario del valico oltre che da insediamenti rurali sparsi e ville padronali al centro di poderi circondati da alti muri, mantenne questo aspetto fino alla prima metà del XIX secolo, quando i primi insediamenti industriali vennero a modificare definitivamente il paesaggio originario. A testimonianza di questo periodo, lungo le antiche vie di comunicazione che attraversavano il territorio di Borzoli restano diverse case rurali risalenti ai secoli dal XV al XVIII la cui struttura rispecchia la tipica tradizione costruttiva ligure, con muri portanti in pietra, strutture dei solai e delle coperture in legno e copertura in lastre di ardesia.

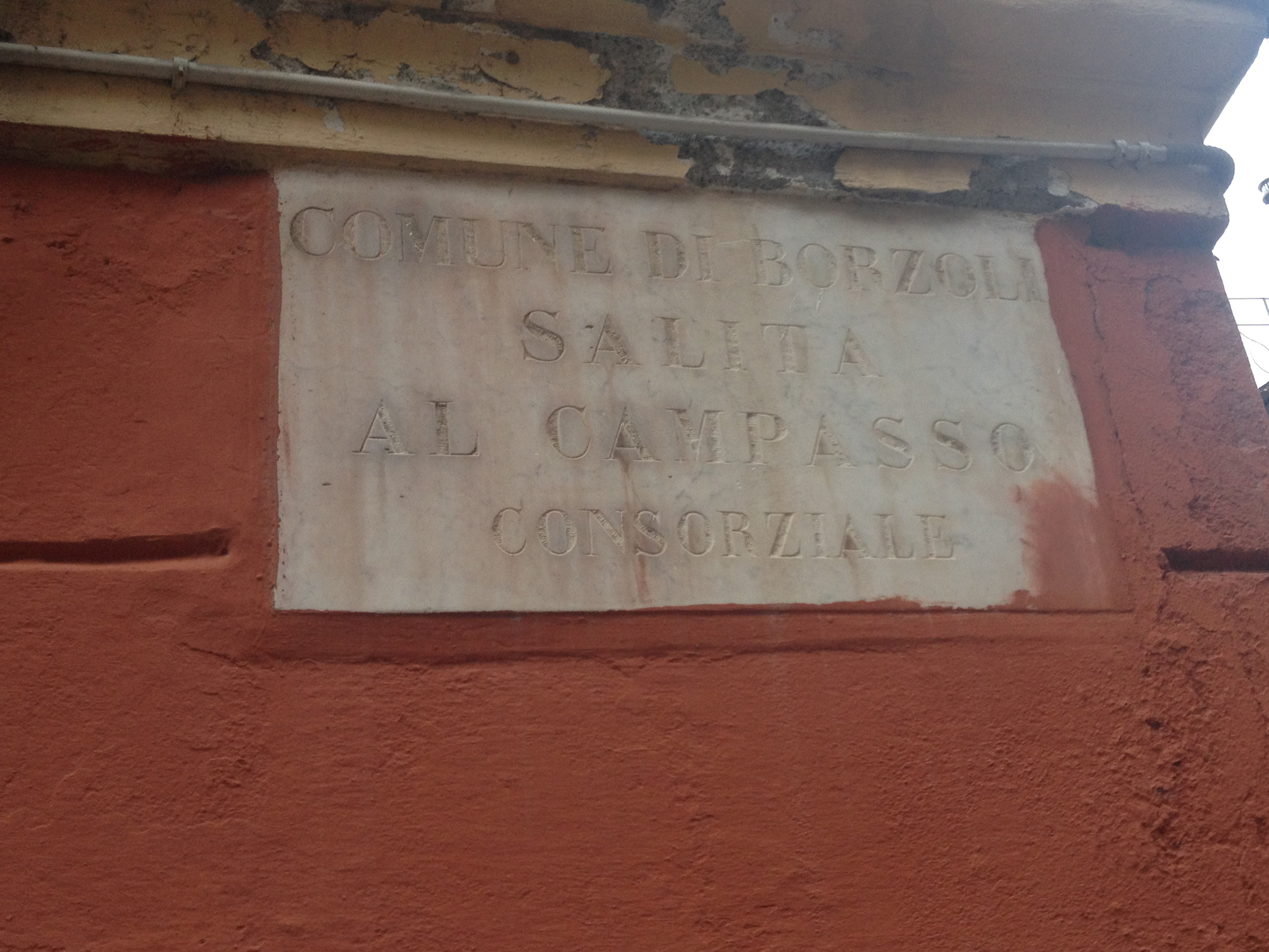
Targa stradale nella zona di San Nicola, risalente al tempo in cui questa zona faceva parte del comune di Borzoli

Con la fine della repubblica di Genova, agli inizi dei XIX secolo, Borzoli divenne un comune autonomo e tale rimase fino al 1926 quando fu soppresso in occasione della costituzione della Grande Genova e l'anno seguente (aprile 1927) il suo territorio fu smembrato, a livello amministrativo locale, tra quelle che allora erano chiamate delegazioni attigue, Rivarolo e Sestri Ponente, seguendo una linea di confine lungo la cresta montuosa che fa da spartiacque tra le valli del Polcevera e del Chiaravagna, dal bric Rocca dei Corvi a via Cristo di Marmo e alla collina di Coronata.
Così il Casalis descriveva il comune di Borzoli intorno alla metà dell'Ottocento:
Frazioni di Borzoli sono Borlo , Pieve, Priano, Panigaro, Serra, Prè, e massimamente Fegino, a cui pure sono unite parecchie villate. Le strade comunali non vi si possono praticar con vetture. A levante di Pian di Borlo, per due stretti passaggi, si entra da Fegino nella via, che per la cima dei balzi, dalla Pieve, e da Priano mette a Lencisa superiore: per questa via nel 1800 tentò di scendere una compagnia di soldati francesi, che furono parte uccisi, e parte sbaragliati dai contadini del luogo. Nello stesso anno, il dì della quarta domenica dopo Pasqua, un corpo di due mila uomini, sotto gli ordini di Massena, s'introdusse dal Polcevera nel canale tra Borzoli, e Fegino, mettendo a sacco le case adiacenti: ma i terrazzani diedero mano alle armi, e lo respinsero sino al monte di Coronata.
Il comune ricava un guadagno dal mantenimento di molte vacche, il cui latte vendesi in Genova.
Si raccolgono olive e castagne in poca quantità ed uve in abbondanza. Si usano i pesi e le misure di Genova. Popolazione Borzoli 1101. Fegino 850.»
(Goffredo Casalis, "Dizionario geografico, storico, statistico e commerciale degli stati di S.M. il Re di Sardegna", 1849)
Durante il XIX secolo si insediarono in zona diverse aziende manifatturiere, tra cui una conceria di proprietà di un ramo della famiglia Dufour (Lorenzo e Gustavo, 1893). L'area della conceria, dismessa all'inizio degli anni 1980, è ad oggi occupata da una scuola secondaria e da impianti sportivi.

## Monumenti e luoghi di interesse

### Architetture religiose

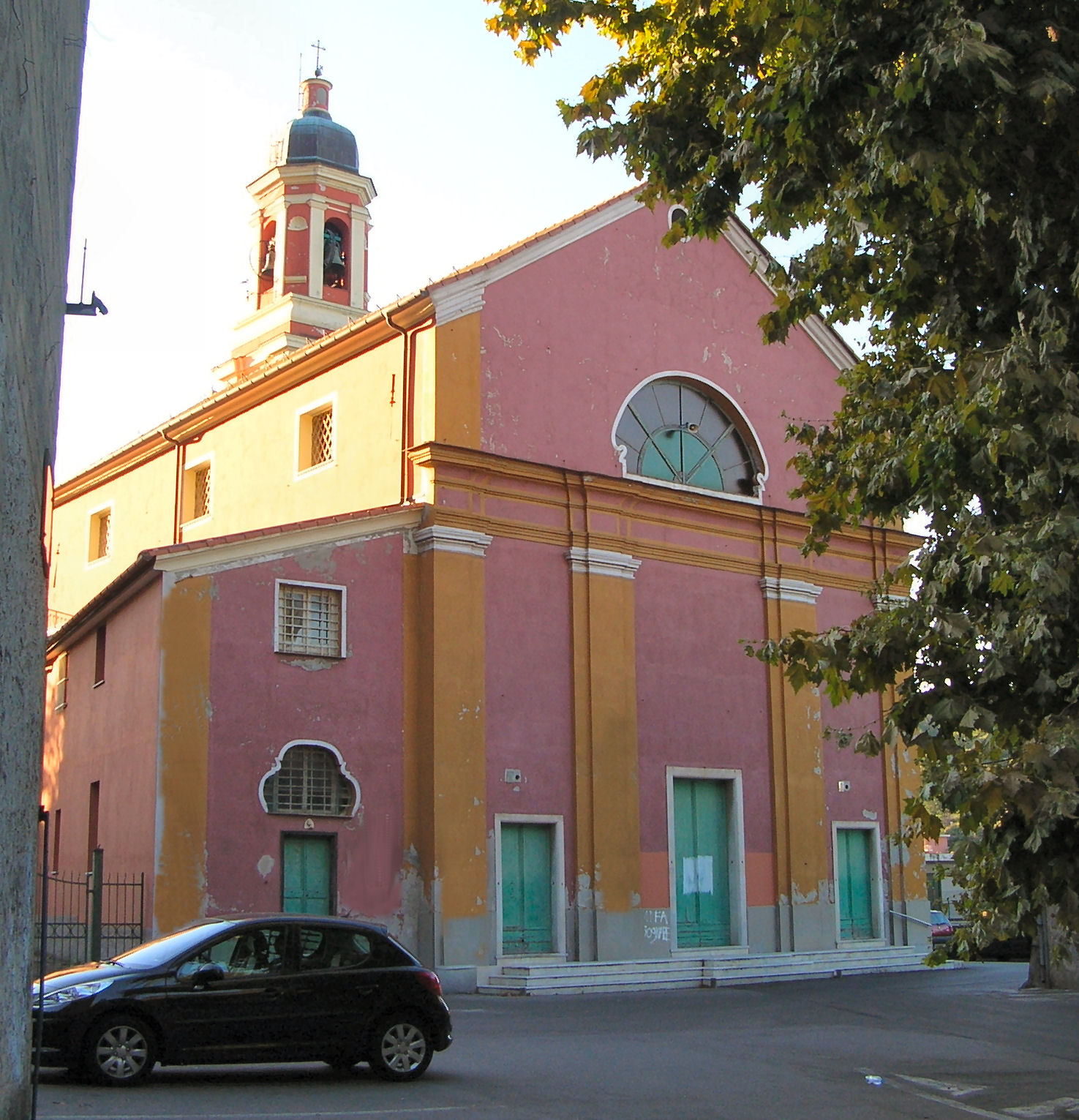
La chiesa di Santo Stefano di Borzoli

La "Festa dell'Ascensione" di Borzoli ha origini antiche: la festività religiosa era affiancata da una fiera molto frequentata. Il 29 maggio 1538 Andrea Solari, cintraco del Comune di Genova, dichiarava di aver proclamato in Rivarolo, Sestri, Cornigliano e Sampierdarena un decreto del doge, che comandava:
(Filze del Senato, n. 36, Archivio di Stato di Genova)
- Chiesa di Santo Stefano di Borzoli. Si ritiene che la pieve di Santo Stefano di Borzoli esistesse già nel VII secolo[8], ma come altre chiese genovesi è citata per la prima volta nel 1143 sul "Registro Arcivescovile" delle decime. La pieve di Santo Stefano ebbe giurisdizione sulle parrocchie di Coronata, Fegino, S. Giovanni Battista e su tutto il territorio di Sestri fino al 1838, quando la sede vicariale fu trasferita alla chiesa di Nostra Signora Assunta di Sestri.

La chiesa, ricostruita verso la metà del Seicento, subì gravissimi danni durante l'assedio di Genova del 1746-1747 nel contesto della guerra di successione austriaca. Il restauro fu completato solo nel 1775; altri restauri furono eseguiti in più riprese nel corso del XIX secolo.
Ogni anno, come da antica tradizione, la parrocchia S. Stefano di Borzoli e la locale Società Operaia Cattolica organizzano la "Festa dell'Ascensione", che si festeggia il sabato e la domenica dell'Ascensione, con varie manifestazioni (giochi per bambini, gara podistica, gara delle torte, stand gastronomici, rappresentazioni teatrali).

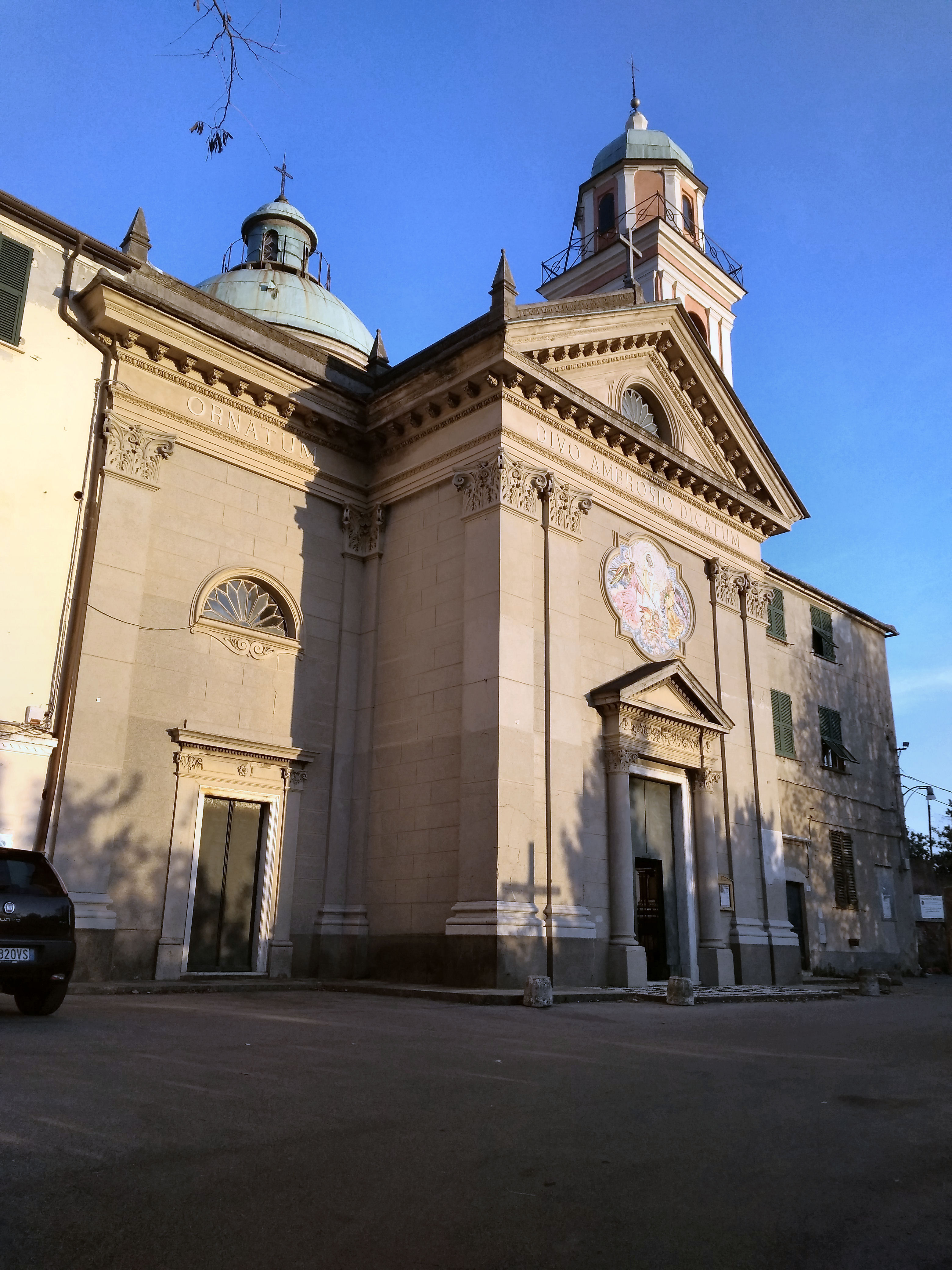
La chiesa di Sant'Ambrogio di Fegino. Sulla sinistra si vede l'ingresso dell'oratorio della SS. Trinità

- Oratorio di Santo Stefano di Borzoli. L'oratorio della locale Confraternita di Santo Stefano sorge di fronte alla chiesa intitolata al santo. Un primo edificio sarebbe stato costruito nel 1416, anno di fondazione della confraternita, ma la sua esistenza è attestata solo da un documento del 1727; sulla base delle sue caratteristiche costruttive, si ritiene che sia stato edificato non prima del XVII secolo.

L'edificio, a pianta rettangolare, ha l'interno ad aula unica con volta a botte con arconi trasversali impostati sulle lesene delle pareti laterali che incorniciano finestre semicircolari su entrambi i lati. Le pareti interne, prive di pitture murali, sono tinteggiate a calce, con le lesene e la volta bianca e le pareti laterali celesti. Nella facciata principale restano tracce di un’antica decorazione che disegnava attorno al portale una coppia di finte paraste unite da una trabeazione, al di sopra della quale sono una finestra e un piccolo rosone. In corrispondenza del colmo della facciata sorge un piccolo campanile a vela. All'edificio sono addossati la sagrestia, disposta trasversalmente lungo il lato corto opposto all'ingresso, e altri edifici anch'essi parte integrante del complesso.
- Chiesa di Sant'Ambrogio di Fegino. Le prime notizie della parrocchiale di Fegino risalgono al 1122; nel 1311 è citata come dipendente della pieve di S. Stefano di Borzoli. L'attuale chiesa fu costruita nel XVII secolo e consacrata dal card. Stefano Durazzo nel 1647. Gravemente danneggiata e saccheggiata dai soldati austriaci durante la guerra del 1746-1747 e in seguito anche da un incendio, fu completamente restaurata nella seconda metà del XIX secolo quando avvenne la trasformazione della pianta a croce greca e fu realizzata la grande cupola con copertura in rame.[1][10][11]

Accanto alla chiesa, incorporato nella struttura del complesso ma con ingresso indipendente, si trova l'oratorio della confraternita della Santissima Trinità. Il complesso include anche la canonica, costruita in occasione dei lavori di trasformazione della chiesa e ampliata nei primi anni del Novecento. Sul lato destro della chiesa si innalza il campanile. L'interno ha pianta a croce greca a tre navate separate da massicci pilastri collegati da arcate e abside semicircolare. La cupola si eleva all'incrocio tra la navata centrale e il transetto. Nella volta del presbiterio sono degli affreschi eseguiti nel 1897 da Giuseppe Canevelli e Alberto Beniscelli.

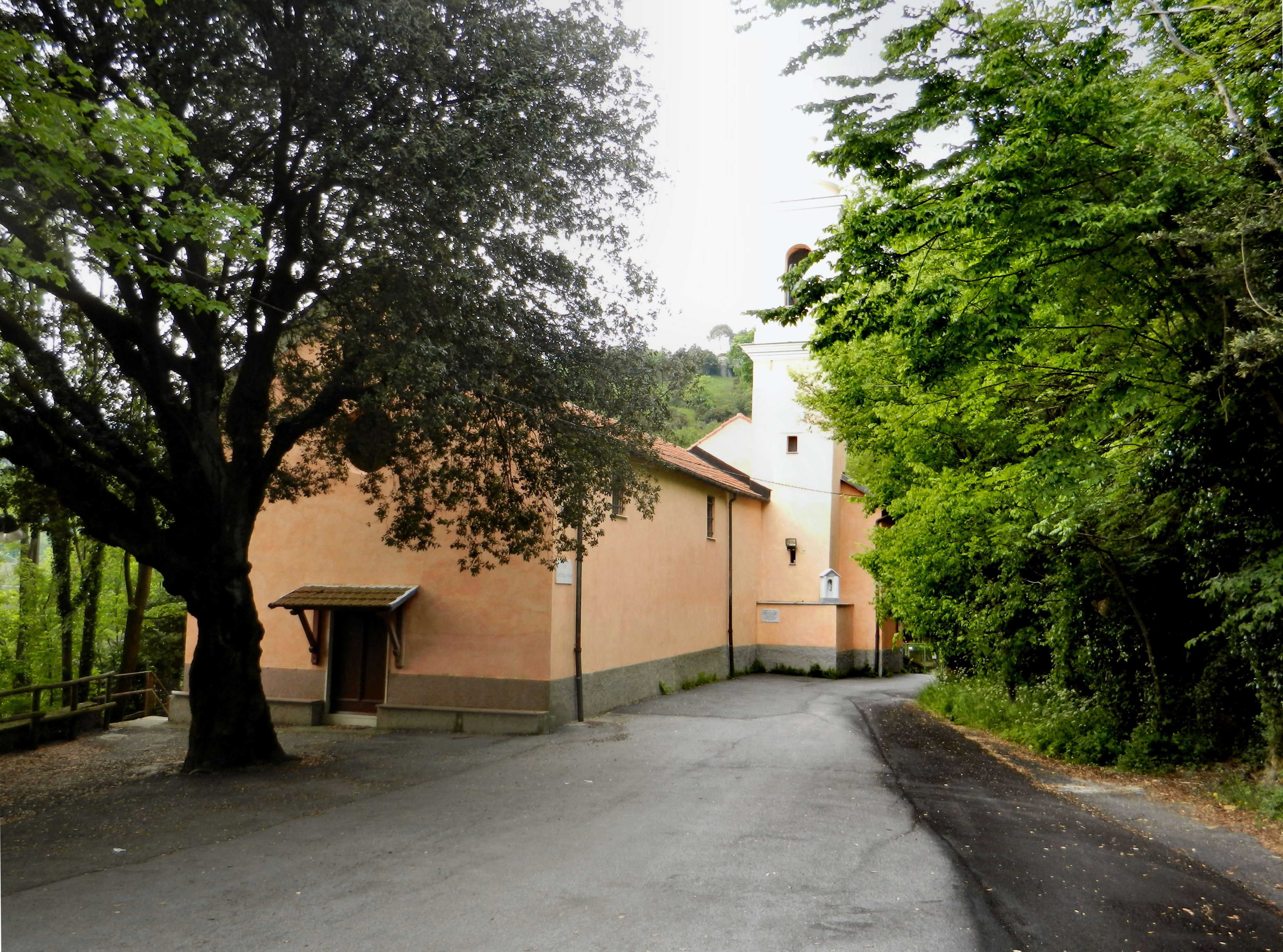
La chiesa di San Pietro ai Prati

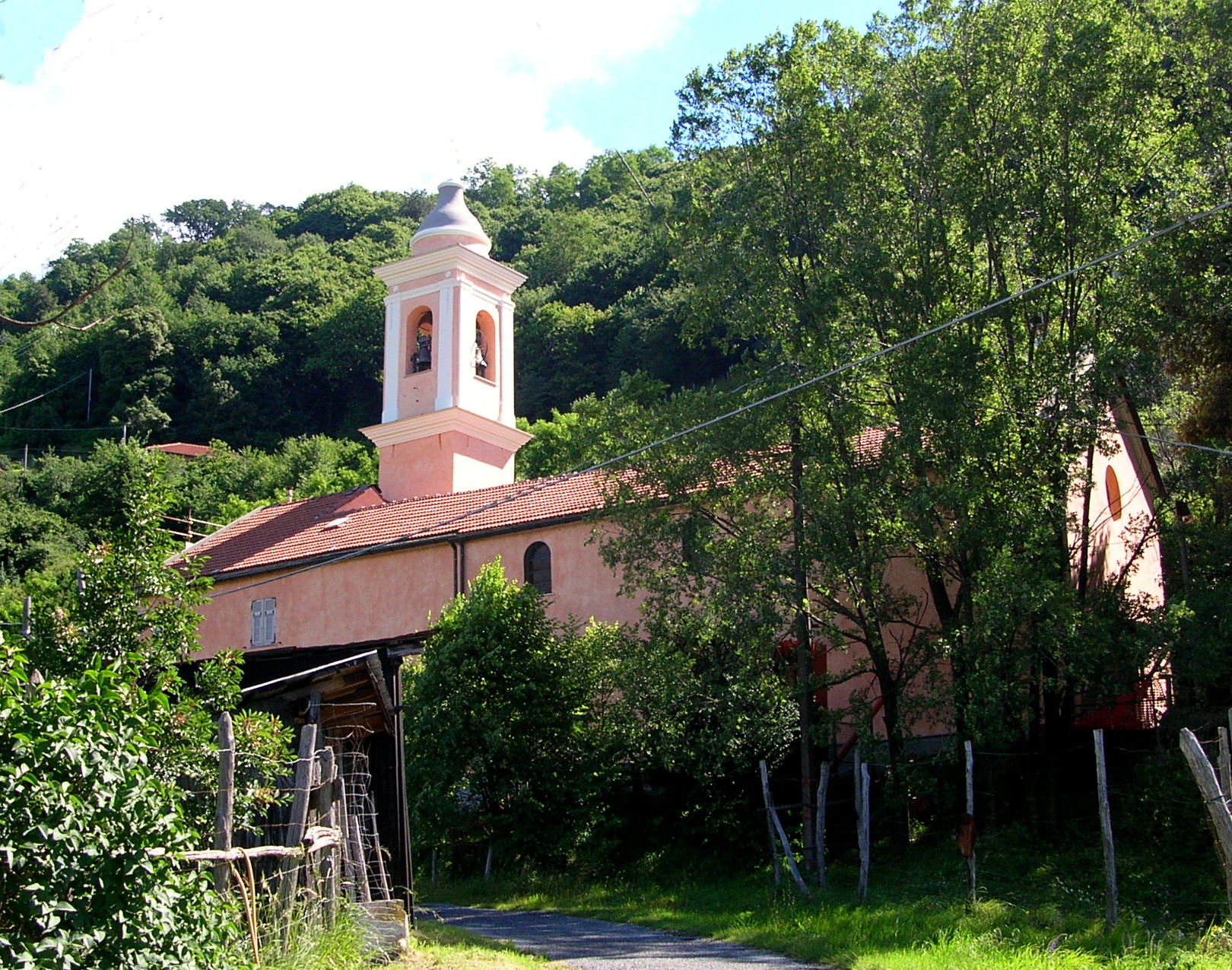
Il campanile della chiesa di San Pietro ai Prati

- Chiesa di San Pietro ai Prati. Sorge nell'alta valle del Chiaravagna, alle spalle di Sestri Ponente. Eretta intorno al 1735 come cappella rurale, venne semidistrutta dai soldati austriaci durante l'assedio del 1746-1747 e ricostruita nel 1790. Nel 1820 da semplice cappella divenne chiesa succursale di Santo Stefano di Borzoli, da cui dipendeva.[12].[1][13] È stata eretta in parrocchia nel 1946.[14]

La chiesa presenta una semplice facciata a capanna con ingresso centrale coperto da una tettoia in legno e tegole, sopra il quale si apre una finestra circolare. La facciata e i prospetti esterni sono tinteggiati ma privi di decorazioni. Internamente ha un'unica navata con volta a botte. All'interno sono due quadri, uno raffigurante San Pietro e l'altro N.S. della Salute. La chiesa ha un alto campanile dotato di quattro campane.

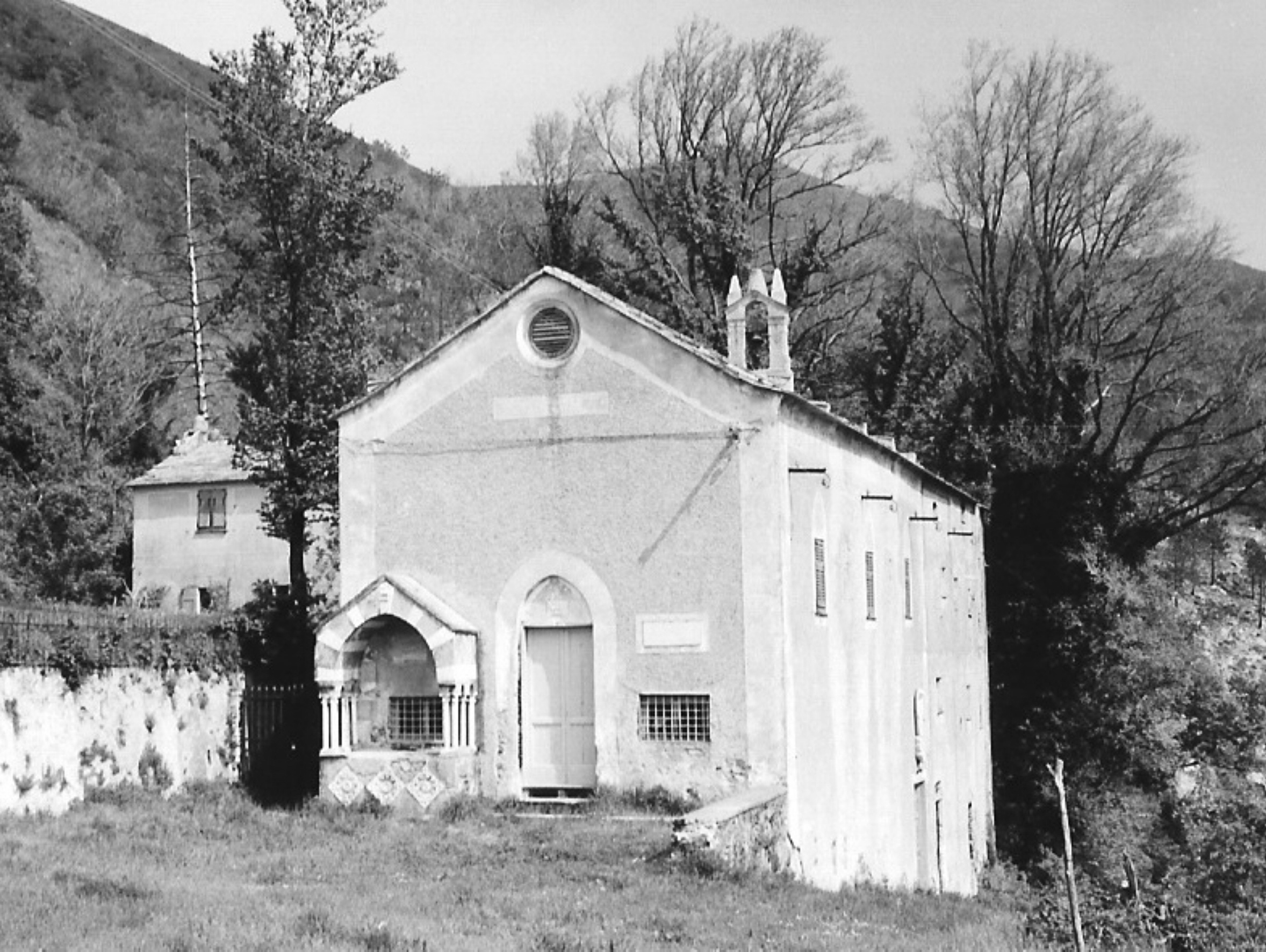
La chiesa di Cassinelle nel 1973

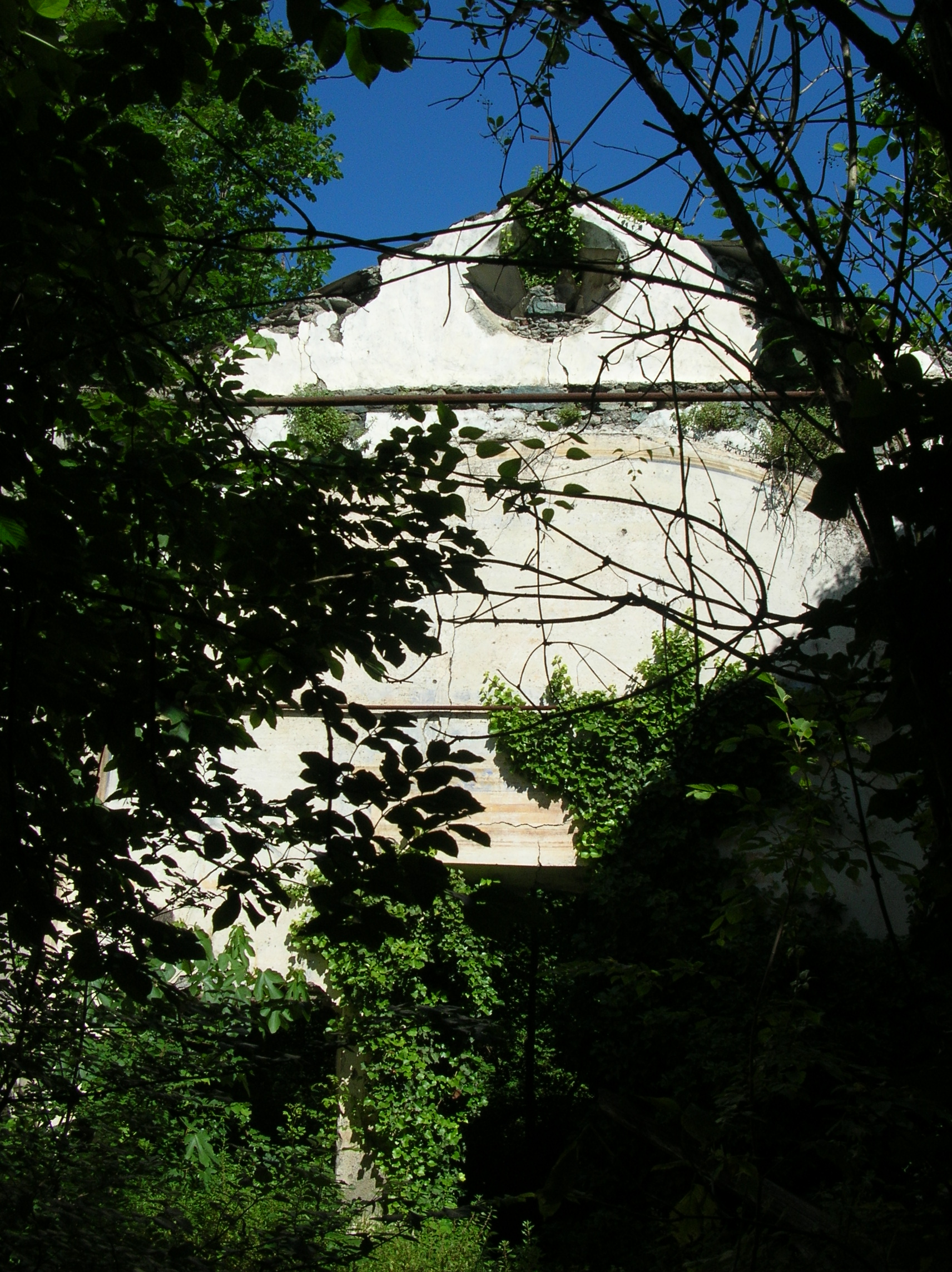
La facciata della chiesa di Cassinelle nel 2008

- Abbazia di Cassinelle. La piccola abbazia di Cassinelle, oggi ridotta a ruderi, sorge a 350 m s.l.m. su un pianoro nell'alta valle del torrente omonimo. Il complesso, costituito dalla piccola chiesa di Santa Maria, da alcuni edifici un tempo adibiti ad abitazioni, stalle e fienili, e da una torretta di avvistamento per il controllo della strada di accesso, era un antico "ospitale" con stazione di posta sulla strada che da Sestri Ponente, passando per il valico di Lencisa, portava alle Capanne di Marcarolo.[1][15]

Se ne hanno notizie dal 1189 quando fu fondata da alcuni frati eremiti. Passata nel 1308 ai mortariensi, poi ai benedettini, divenne commenda dei Fieschi nel XVI secolo. Il complesso fu chiuso nel XIX secolo per le leggi di soppressione degli enti ecclesiastici e venduto a privati, per essere poi abbandonato alla metà del XX secolo, andando incontro al degrado e a devastazioni vandaliche.

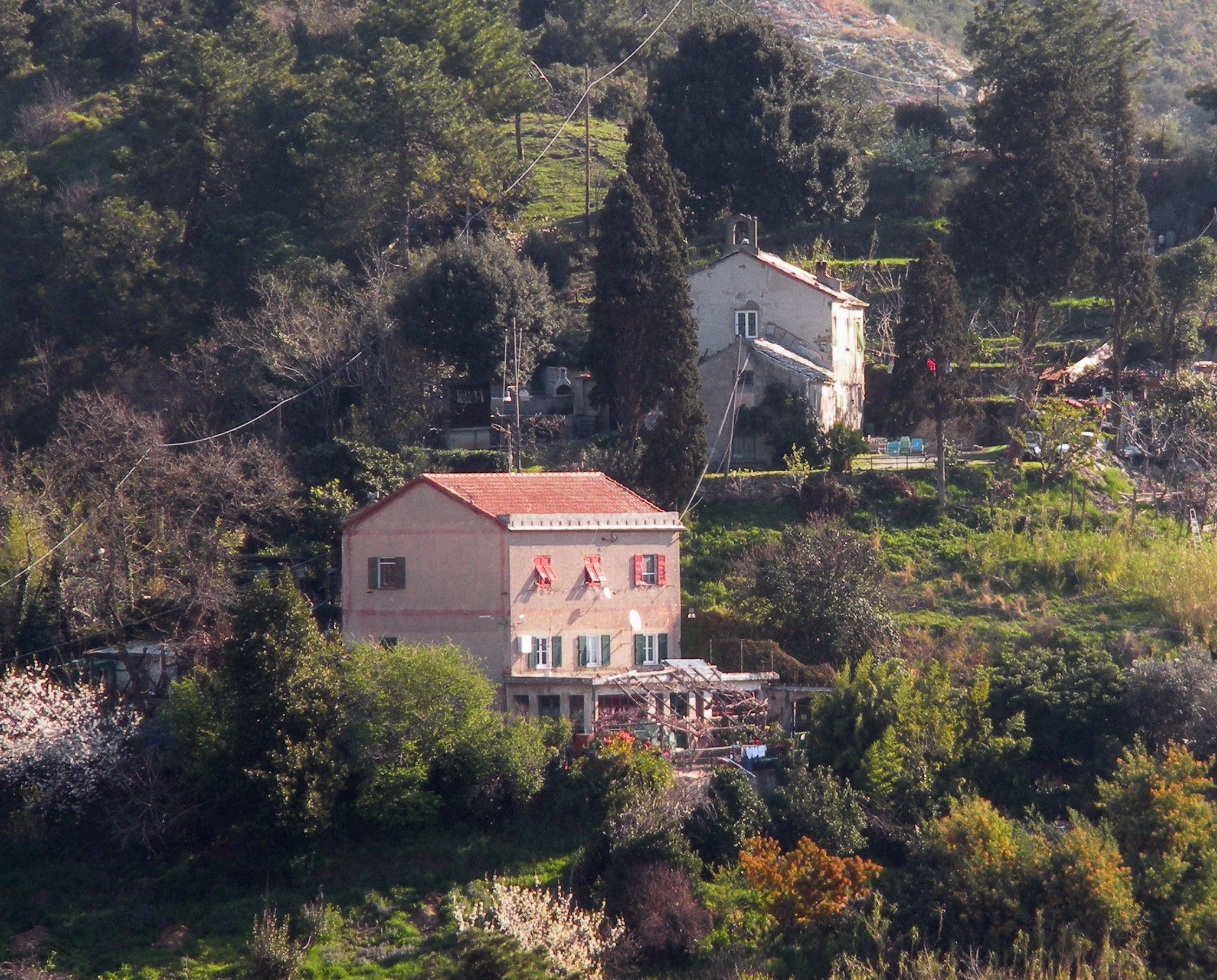
L'ex cappella di San Rocco del Priano

- Cappella di San Rocco del Priano. Situata nella valle del Chiaravagna lungo la strada per Cassinelle, è una cappella rurale costruita probabilmente nel XVI secolo, divenuta poi sepolcreto della famiglia Pessagno. Adiacente ad un edificio residenziale, fu costruita in adempimento di un voto legato a una pestilenza e fino al XVIII secolo dipese dalla pieve di Santo Stefano. All'inizio dell'Ottocento fu acquistata dalla famiglia Basilari e dal 1855 appartenne ai Pessagno, che la utilizzarono come sepolcreto di famiglia, come testimoniato da una serie di lapidi presenti all'interno. La cappella ha pianta rettangolare ad un'unica navata, con decorazioni pittoriche e a rilievo in marmo e il tetto in lastre di ardesia.[1][19] Fino alla prima metà del Novecento il 16 di agosto vi si festeggiava solennemente la ricorrenza del santo titolare, con un grande concorso di cittadini sestresi. Racchiusa entro una proprietà privata, non è oggi visitabile.[1]

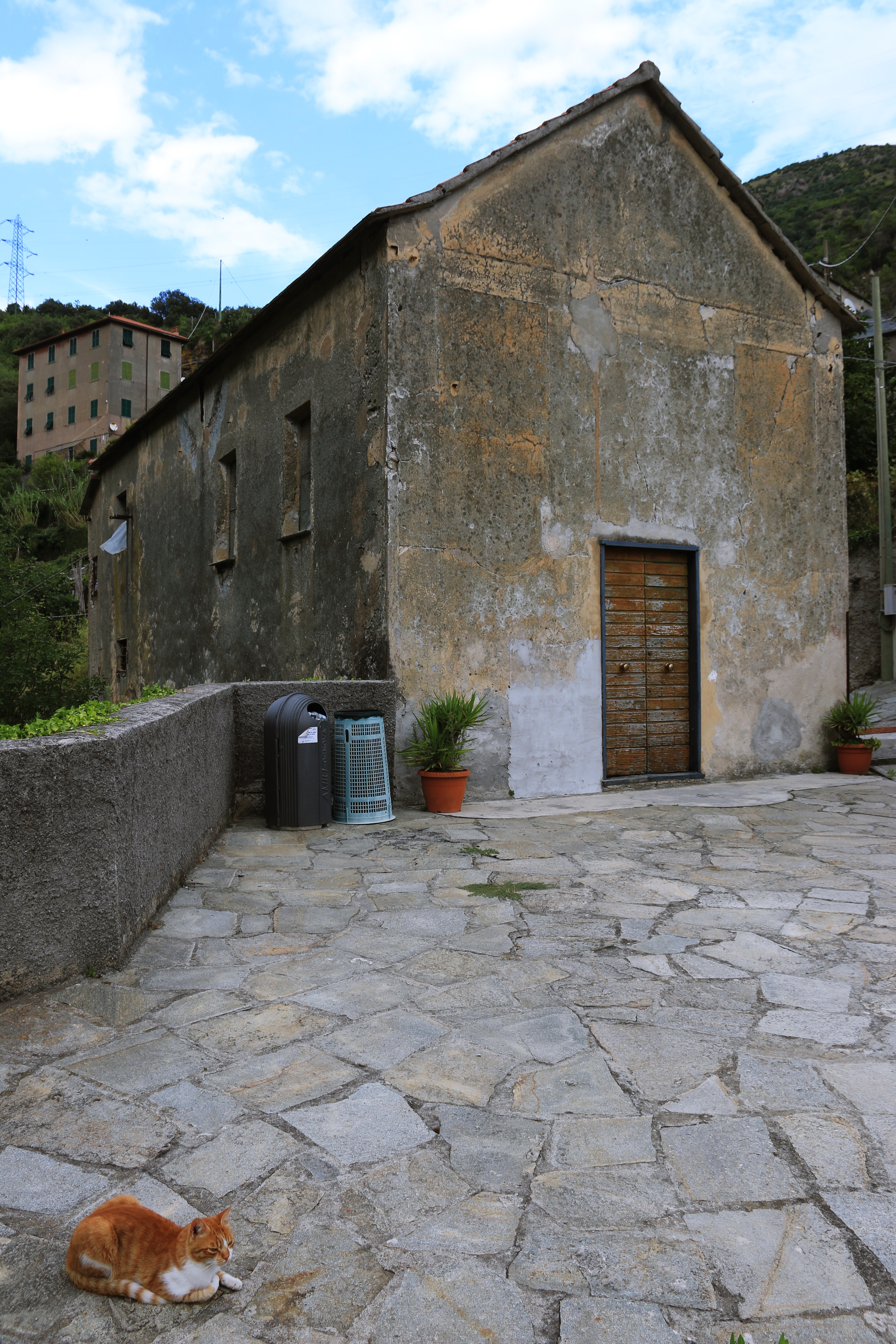
Cappella dei santi Giacomo e Filippo della Serra di Panigaro

- Cappella dei santi Giacomo e Filippo della Serra di Panigaro. Sorge nella località di Serra, posta sul fondo valle del Chiaravagna, in prossimità delle cave di calcare. Fu costruita nel XVIII secolo e nel secolo successivo vi fu aggiunta una decorazione ad affresco. A pianta rettangolare ed aula unica, ha la facciata a capanna, che lascia trasparire tracce di un'antica decorazione.[20]

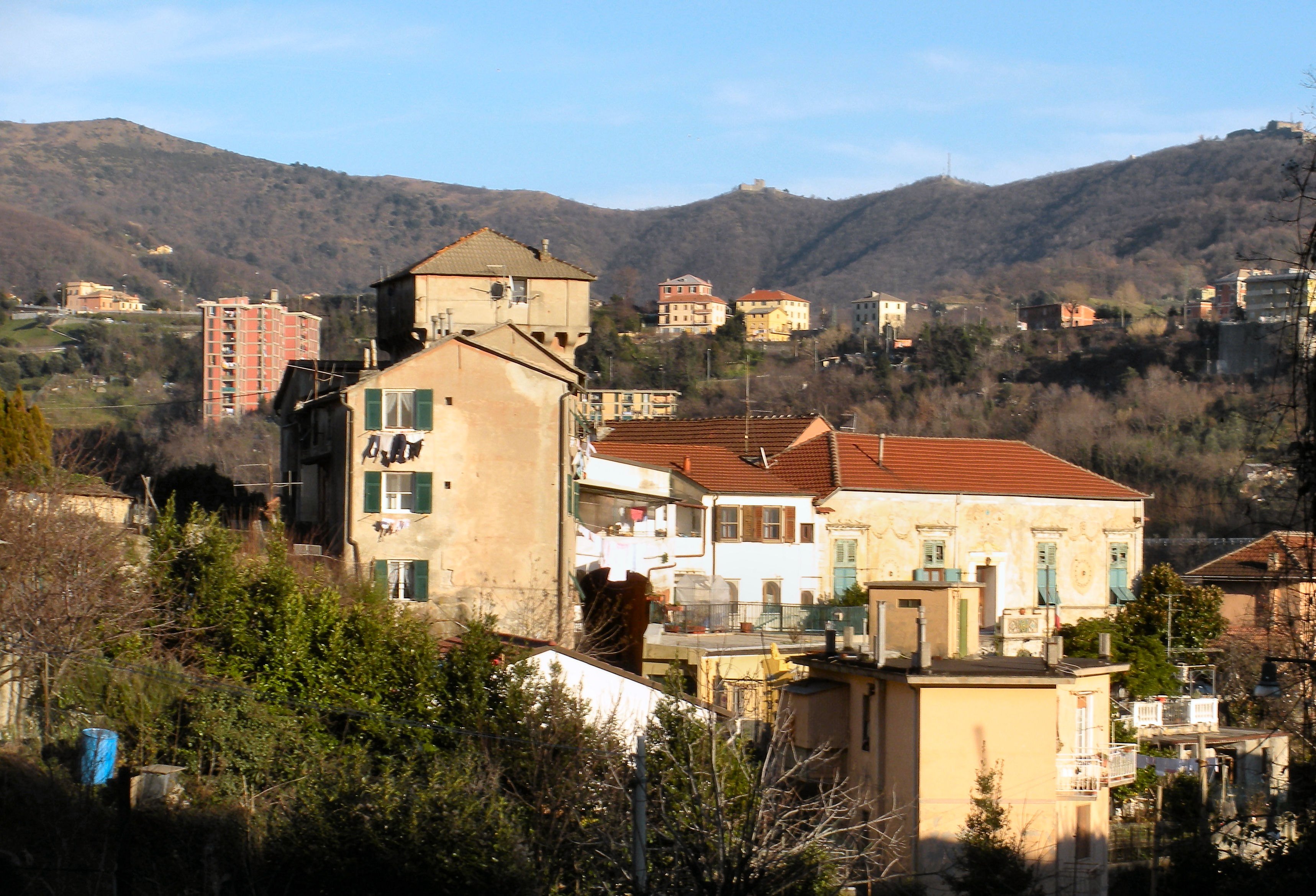
La commenda dell’Epifania

### Architetture civili
- Commenda dell’Epifania. Un antico insediamento che testimonia l'importanza di Fegino nel passato è la Commenda Gerosolimitana, detta dell'Epifania del Signore, fondata all'inizio del XVII secolo dal frate Francesco Lomellino a beneficio della propria famiglia. La commenda, che sorge in salita Sant'Ambrogio, poco sotto la chiesa parrocchiale, è costituita da un insieme eterogeneo di abitazioni comprendente un'antichissima torre con voltino, alcune vecchie case ed una villa in stile barocco, chiamata "Villa Elisa". Pur appartenendo formalmente all'ordine dei Cavalieri gerosolimitani, la commenda fu legata alla famiglia Lomellini, passando agli eredi del fondatore fino a quando per liti familiari fu intestata ai Cavalieri di Malta. Oggi il complesso, non visitabile perché di proprietà privata, presenta uno stato di conservazione disomogeneo, con alcuni edifici elegantemente ristrutturati ed altri in precario stato di manutenzione.[1]

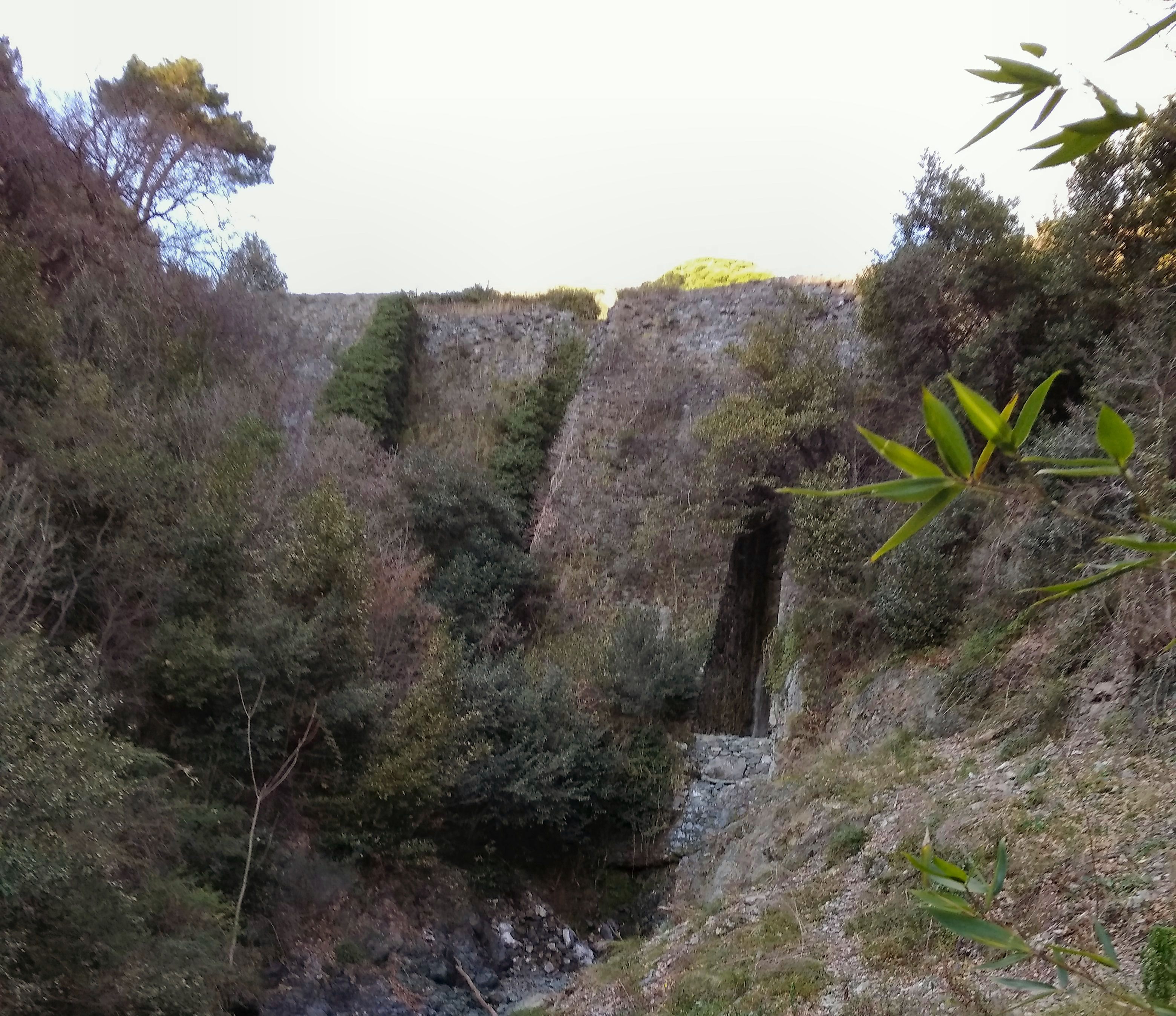
La diga dell'ex lago Figoi

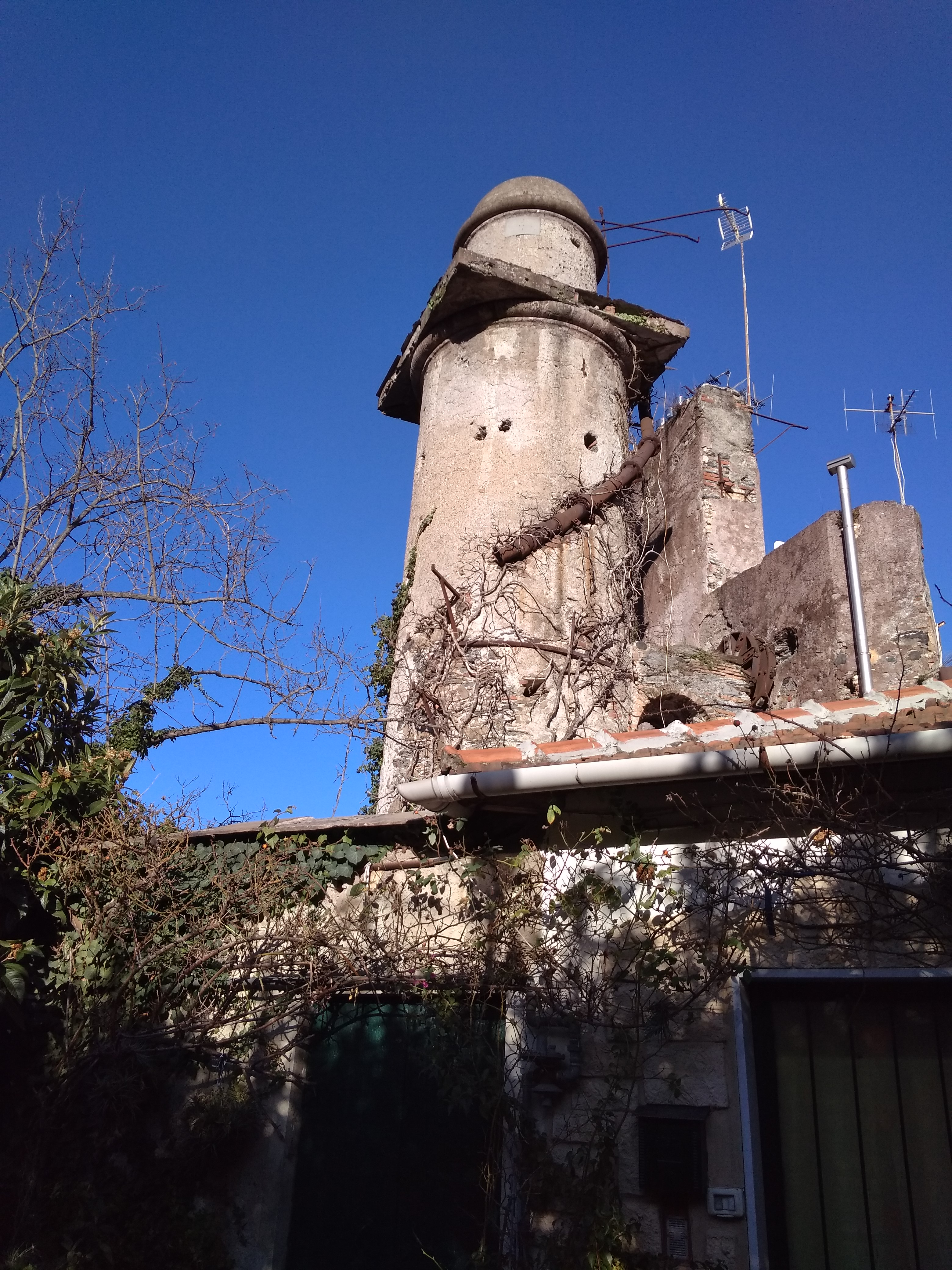
La torre scalaria adiacente alla diga dell'ex lago del Pilone. Questa struttura, detta popolarmente "il pilone", dava il nome al bacino, interrato nel 1951

- Dighe sul rio Burlo. Il complesso dei bacini sul rio Burlo (o Figoi) costituisce un sistema idraulico della prima metà del XIX secolo, notevole esempio dell'ingegneria idraulica di quel tempo e testimonianza dello sviluppo industriale della val Polcevera. Il sistema era costituito da tre dighe, che formavano altrettanti piccoli bacini, il lago del Pilone, il più a valle dei tre, un altro poco più a monte, conosciuto come lago Figoi, e uno ancora più a monte, sul torrente Galano. Le dighe sono costituite da un muro a secco di grande spessore, formato da blocchi di pietra di notevoli dimensioni, e da un sistema di contrafforti a valle per irrobustire la struttura, che si opponeva alla spinta dell'acqua solo grazie al proprio peso. La parete interna era intonacata con calce idraulica.

Il sistema venne realizzato su iniziativa dell'imprenditore Giuseppe Pasquale Dellepiane, per sfruttare l'energia prodotta dai corsi d'acqua ed azionare i macchinari delle fabbriche che egli stava impiantando nella zona di Borzoli. La creazione dei bacini idrici consentiva di disporre di acqua anche nei periodi di magra quando i torrenti della zona avevano una portata insufficiente. La prima ad essere realizzata fu la diga detta del Pilone e successivamente (intorno al 1825) le altre due. I bacini superiori erano collegati a quello del Pilone con un sistema di condotte, oggi in gran parte scomparso o nascosto dalla vegetazione, che terminava con la torre scalaria (il "pilone" che dava il nome al lago, chiamato anche "torre idraulica"). Questo manufatto consentiva di raggiungere, dalla sommità della diga, una condotta d'acqua aerea che correva su una pilastrata e alimentava una ruota idraulica posta a fianco della torre stessa, che generava l'energia meccanica per azionare i macchinari di una conceria.
Con l'avvento dell'energia elettrica l'utilizzo di questo impianto idraulico venne meno e i bacini vennero definitivamente dismessi nel 1939, ma rimasero pieni ancora per diversi anni (il lago del Pilone fu utilizzato localmente per la balneazione). Vennero svuotati nel 1951, dopo l'annegamento di un giovane del posto, ma restano tuttora le dighe a testimonianza di quella prima industrializzazione del territorio di Borzoli. La diga del lago del Pilone costituisce il muro di sostegno del terrapieno sul quale ora sorge il complesso sportivo denominato Lago Figoi, sorto sull'area interrata del lago. A monte sono tuttora visibili le dighe e i bacini dei laghi Figoi e Galano, ora vuoti ma ricoperti da una fitta vegetazione.

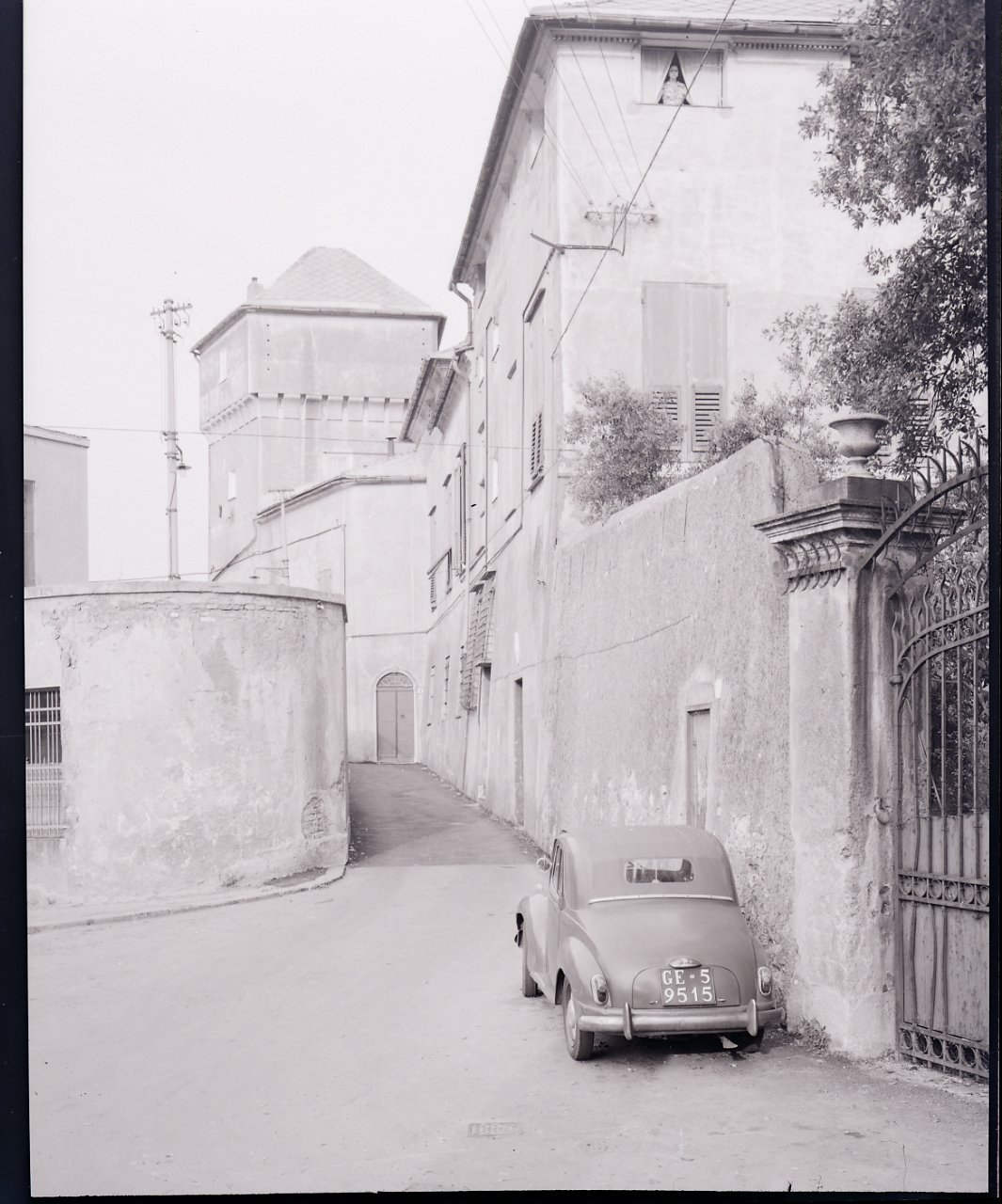
Villa Conte, facciata con torre a beccatelli, vista di scorcio dalla via, e Villa Cambiaso, in una foto di Paolo Monti del 1964

#### Ville
Così ancora il Casalis: 
(Goffredo Casalis, "Dizionario geografico, storico, statistico e commerciale degli stati di S.M. il Re di Sardegna", 1834)
La maggior parte di queste ville sono allineate lungo l'asse via Fratelli di Coronata-via al Forte di monte Guano; tra queste villa Vagge (Palazzo Carola), villa Saettone (detta "il casone"), villa Conte e villa Spinola. Altre, dall'aspetto meno imponente, si trovano in via del Priano, tra queste villa Paradis, dove una targa ricorda un breve soggiorno di Garibaldi nel 1858.

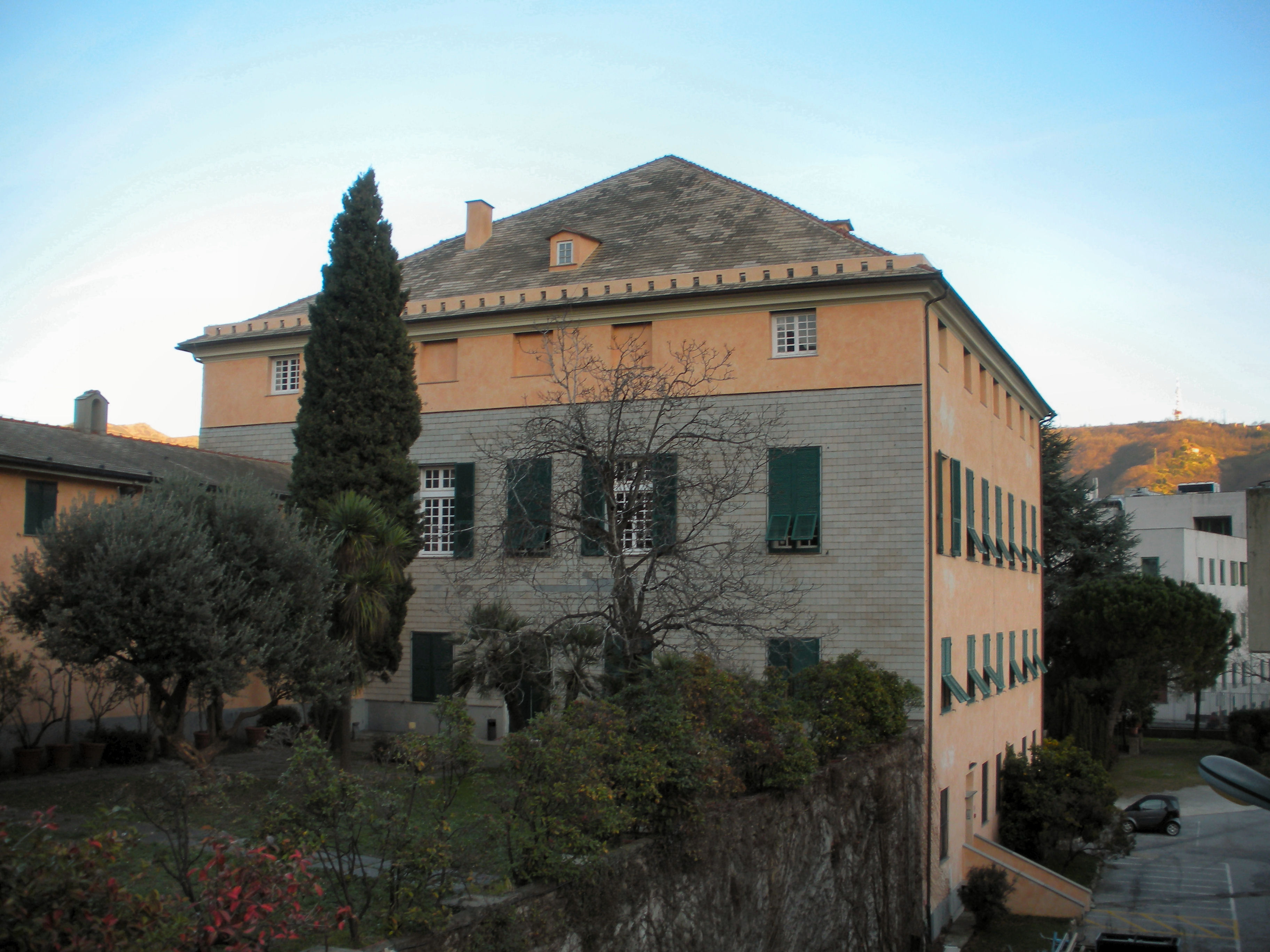
La villa Cattaneo Dellepiane "dell'Olmo", sede della Fondazione Ansaldo

- Villa Cattaneo Delle Piane. All'inizio della via Fratelli di Coronata, sulla sponda destra del torrente Fegino, a poca distanza dal suo sbocco nel Polcevera si trova la villa Cattaneo Delle Piane detta "dell’Olmo", sede la Fondazione Ansaldo, che raccoglie archivi cartacei, fotografie e filmati d'epoca provenienti da molte storiche aziende genovesi, in particolare dal vicino stabilimento Ansaldo Energia i cui capannoni si estendono nelle vicinanze.

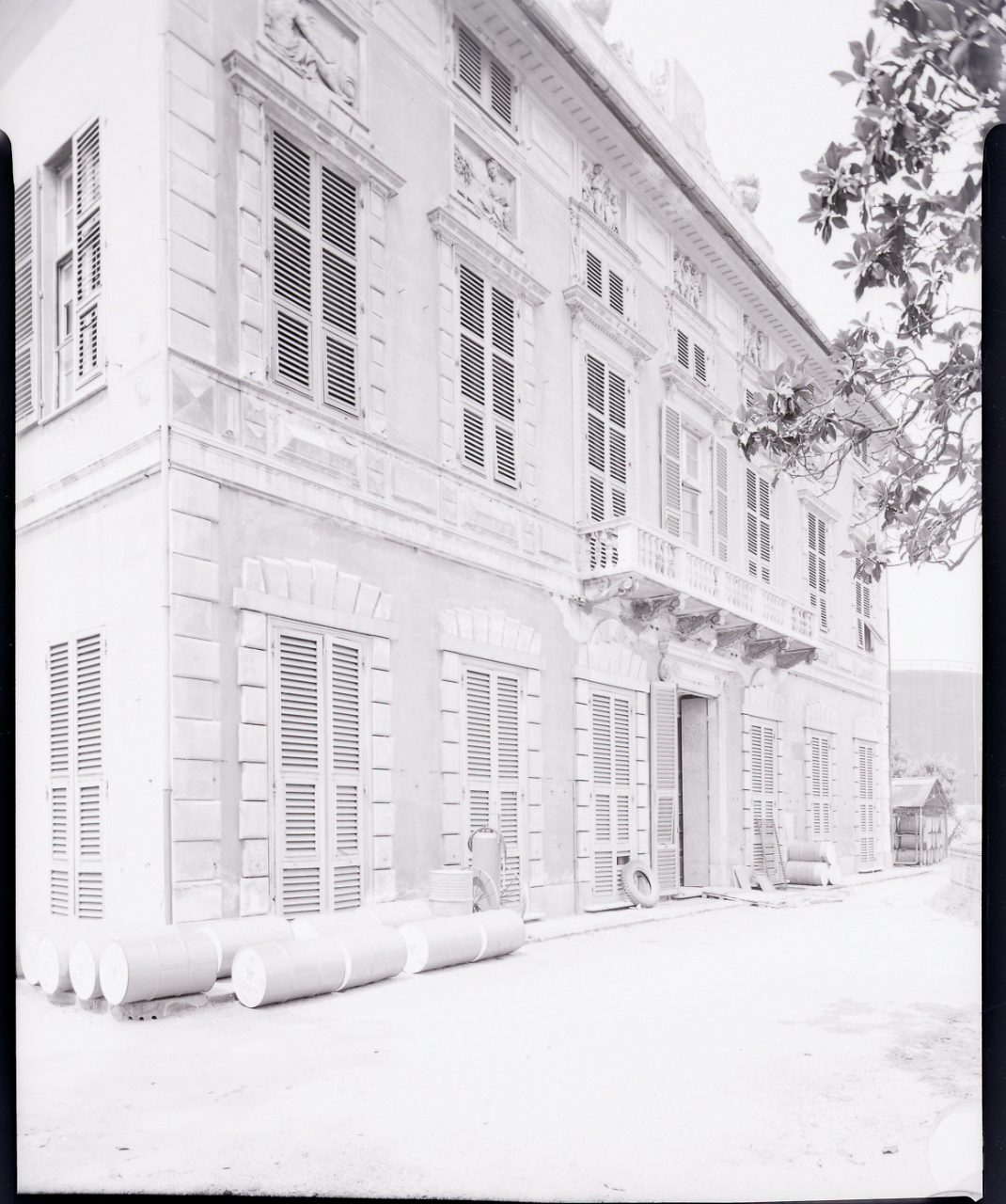
Villa Spinola Parodi in una foto di Paolo Monti del 1963

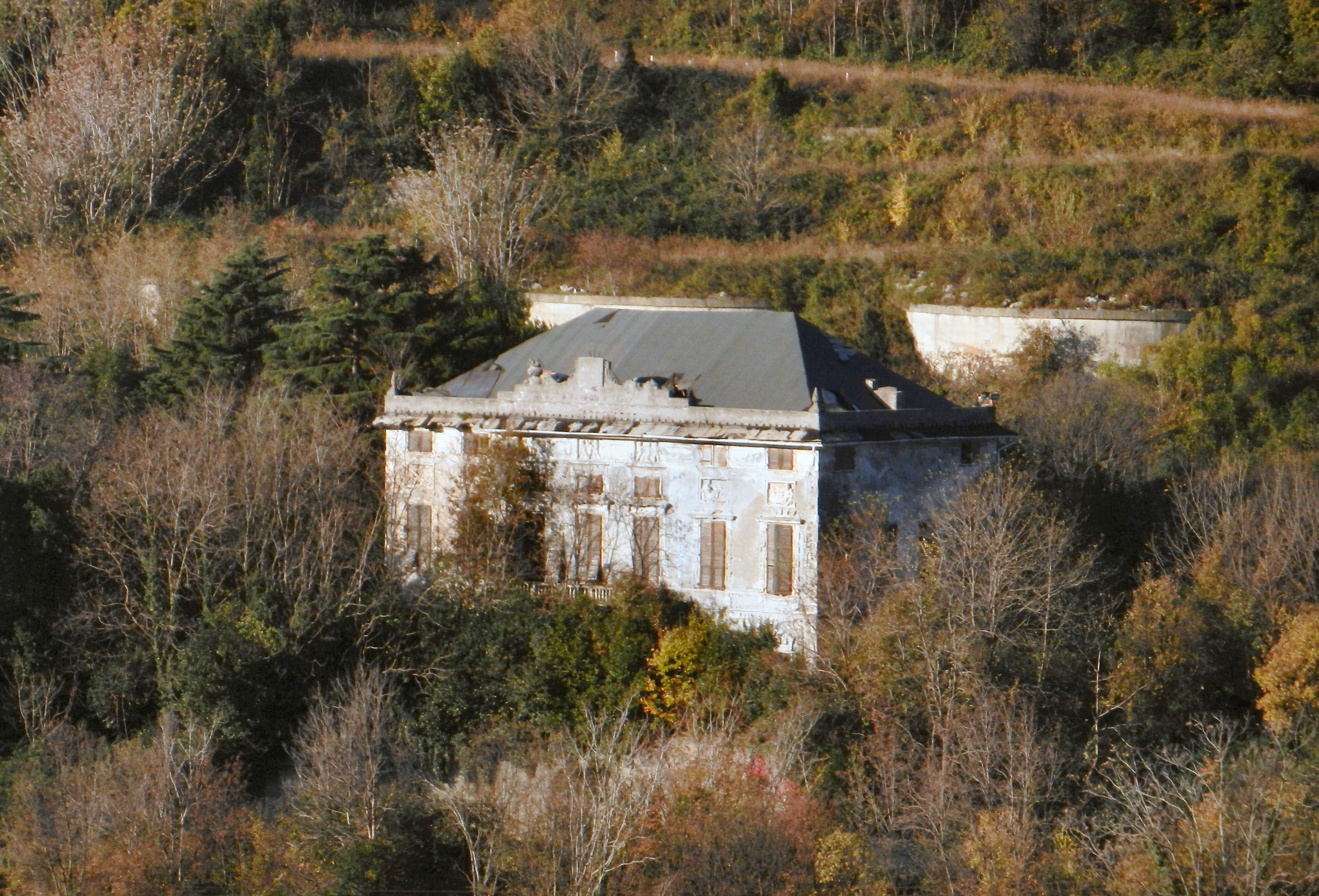
Villa Spinola Parodi nel 2020

- Villa Spinola Parodi. Costruita a mezza costa sulla collina di Fegino nel XVIII secolo costituiva, insieme alla scomparsa villa Durazzo-Cataldi di San Quirico, un notevole esempio di architettura rococò del Settecento e testimonianza di una tipica residenza nobiliare di villeggiatura, una delle tante che costellavano il paesaggio della val Polcevera, all'epoca prevalentemente agricolo, prima della massiccia industrializzazione del Novecento. Sebbene ne fosse stato riconosciuto fin dal 1949 l'interesse storico-artistico, il vasto parco che la circondava fu trasformato nel secondo dopoguerra in un deposito petrolifero della società Permolio, compromettendo l'area sia sul piano paesaggistico sia su quello ambientale. Dopo la dismissione degli impianti è in corso un piano di riqualificazione. L'immobile si presenta in cattive condizioni di manutenzione ma ancora integro nelle sue caratteristiche costruttive e nelle finiture interne; degni di nota lo scalone interno, le decorazioni pittoriche ottocentesche e il grande ninfeo sul retro del palazzo.[23]

## Economia
L'economia locale era un tempo basata sull'agricoltura e sulle cave di calcare e fornaci per la produzione di calce e cemento, delle quali si vedono resti presso la chiesa parrocchiale di Santo Stefano. A partire dal XIX secolo vi vennero impiantate piccole industrie e aziende artigiane, che tuttora caratterizzano l'economia del territorio.

## Geografia antropica

### Borzoli Ovest

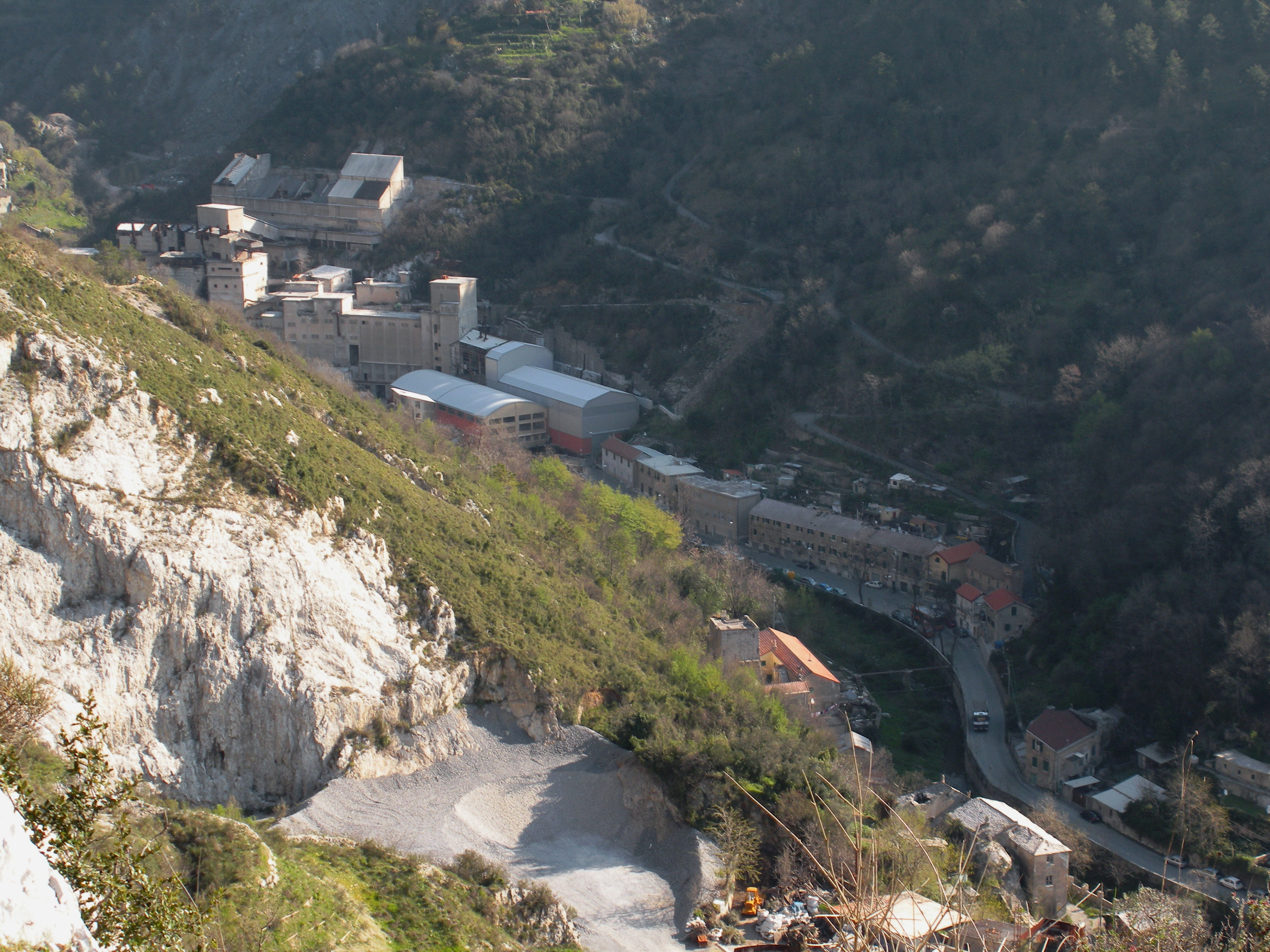
La località Panigaro, nella valle del Chiaravagna, ai piedi delle cave di calcare del monte Gazzo

L'unità urbanistica Borzoli Ovest, che comprende la porzione di territorio nella valle del Chiaravagna, estesa su 7,14 km² con 2 250 abitanti (al 31 dicembre 2017). Già parte della circoscrizione di Sestri Ponente, dal 2007 è compresa nel Municipio VI Medio Ponente.
Priano confina a levante colla Pieve, a tramontana colla cresta delle anzidette montagne, e con una estesa valle detta Ramasso, tutta ingombra di macigni. Non evvi altra cosa riguardevole fuorché una fabbrica, in cui si lavora il sal chimico, spettante al marchese Giorgio Doria.
In Panigaro sono tre molini, ed una fornace per cuocere la pietra calcare.
Serra sta a tramontana di Panigaro.»
(Goffredo Casalis, "Dizionario geografico, storico, statistico e commerciale degli stati di S.M. il Re di Sardegna", 1849)
La popolazione è concentrata soprattutto nella zona attorno alla pieve di Santo Stefano, nei pressi della stazione ferroviaria, oggetto di una contenuta espansione edilizia tra gli anni sessanta e settanta, e nella località Priano, meno interessata da nuovi insediamenti e che conserva ancora esempi di tipiche case rurali liguri. Le aspre colline dell'alta valle del Chiaravagna sono invece scarsamente popolate; vi si trovano le piccole frazioni di Panigaro, Serra e San Pietro ai Prati, (con una chiesa intitolata a San Pietro, costruita nel 1786). Alla testata della valle del rio Cassinelle, al confine con il comune di Ceranesi, si trova la grande discarica comunale di Scarpino.

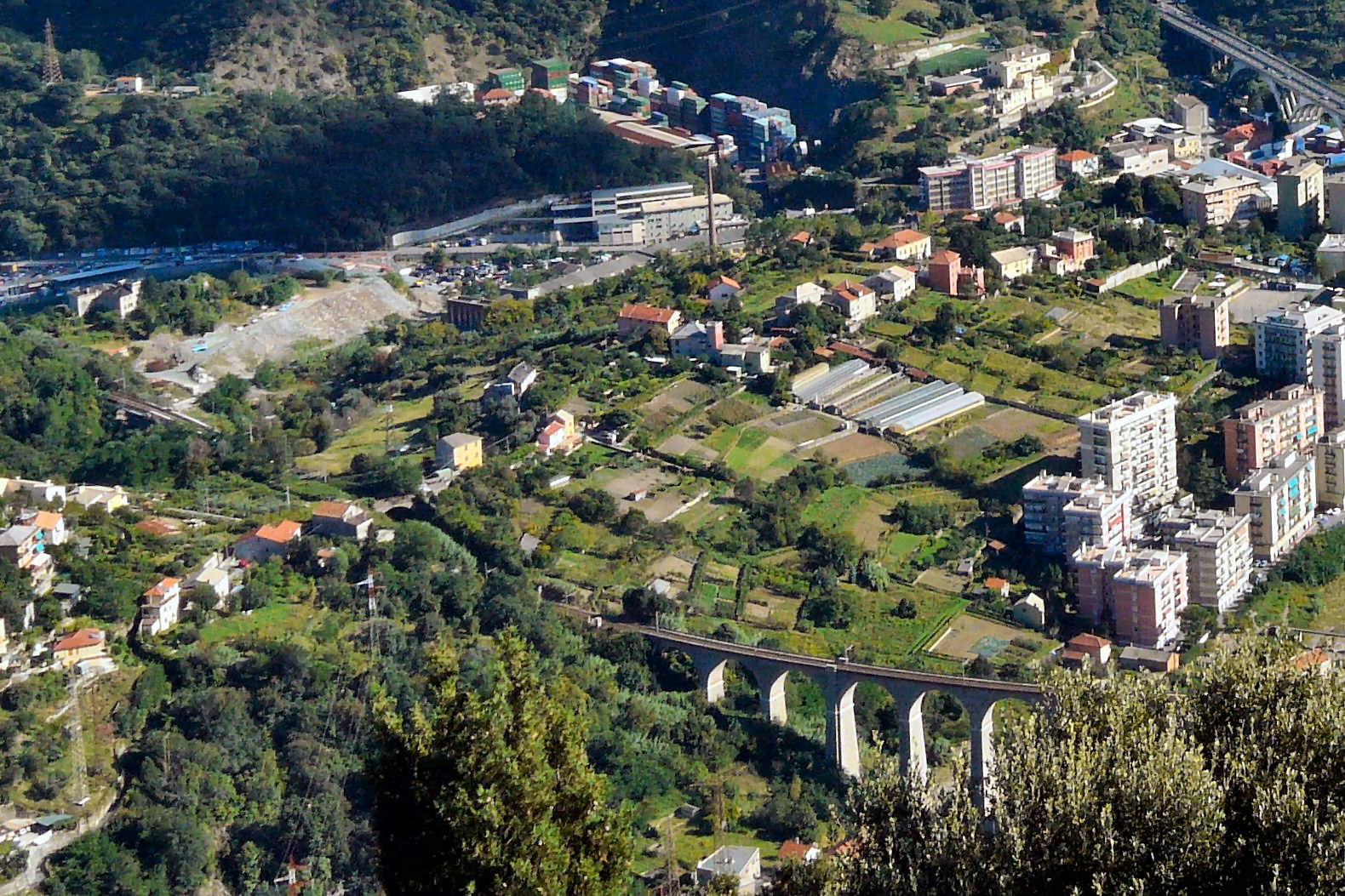
La zona del Priano vista dalle pendici del monte Gazzo. Si individua sul crinale della collina il percorso dell'antica strada fiancheggiata da case rurali e ville. In basso il viadotto sul Chiaravagna della ferrovia Genova-Ovada-Acqui

#### Priano

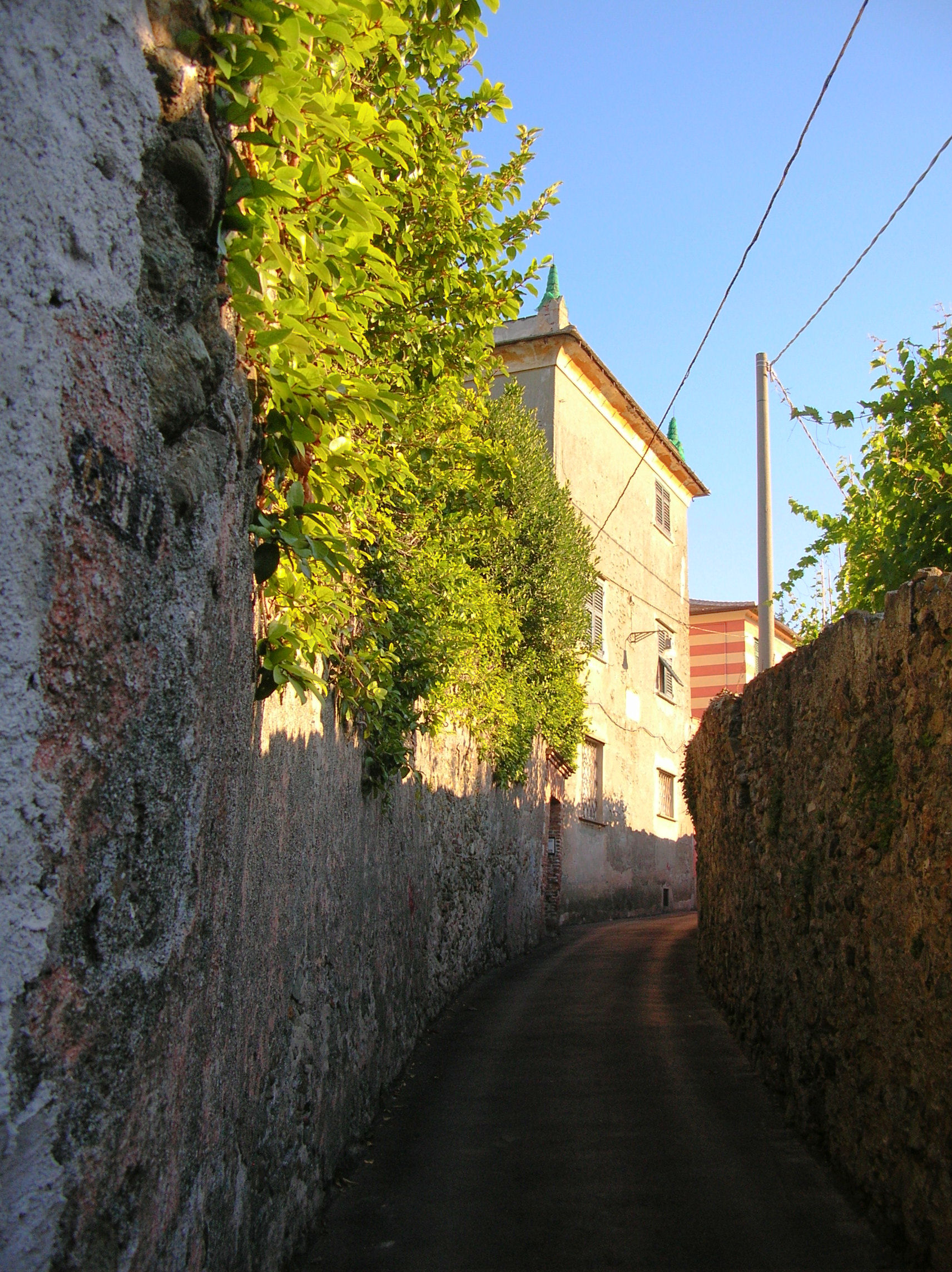
Uno scorcio di via del Priano

Priano (in genovese Prian), prende nome dall'antico golfo dove oggi sorge la Sestri moderna. È costituito dalle case allineate lungo via Priano, un'antica creuza, chiusa ai bordi da alti muri, che da Sestri Ponente sale a raccordarsi con le antiche vie di comunicazione, via Rivassa che conduce verso la pieve di Santo Stefano e via Superiore Priano, che prende poi il nome di via Cassinelle, sale fino alla chiesetta di San Rocco per poi proseguire verso Cassinelle e l'entroterra.

#### San Pietro ai Prati

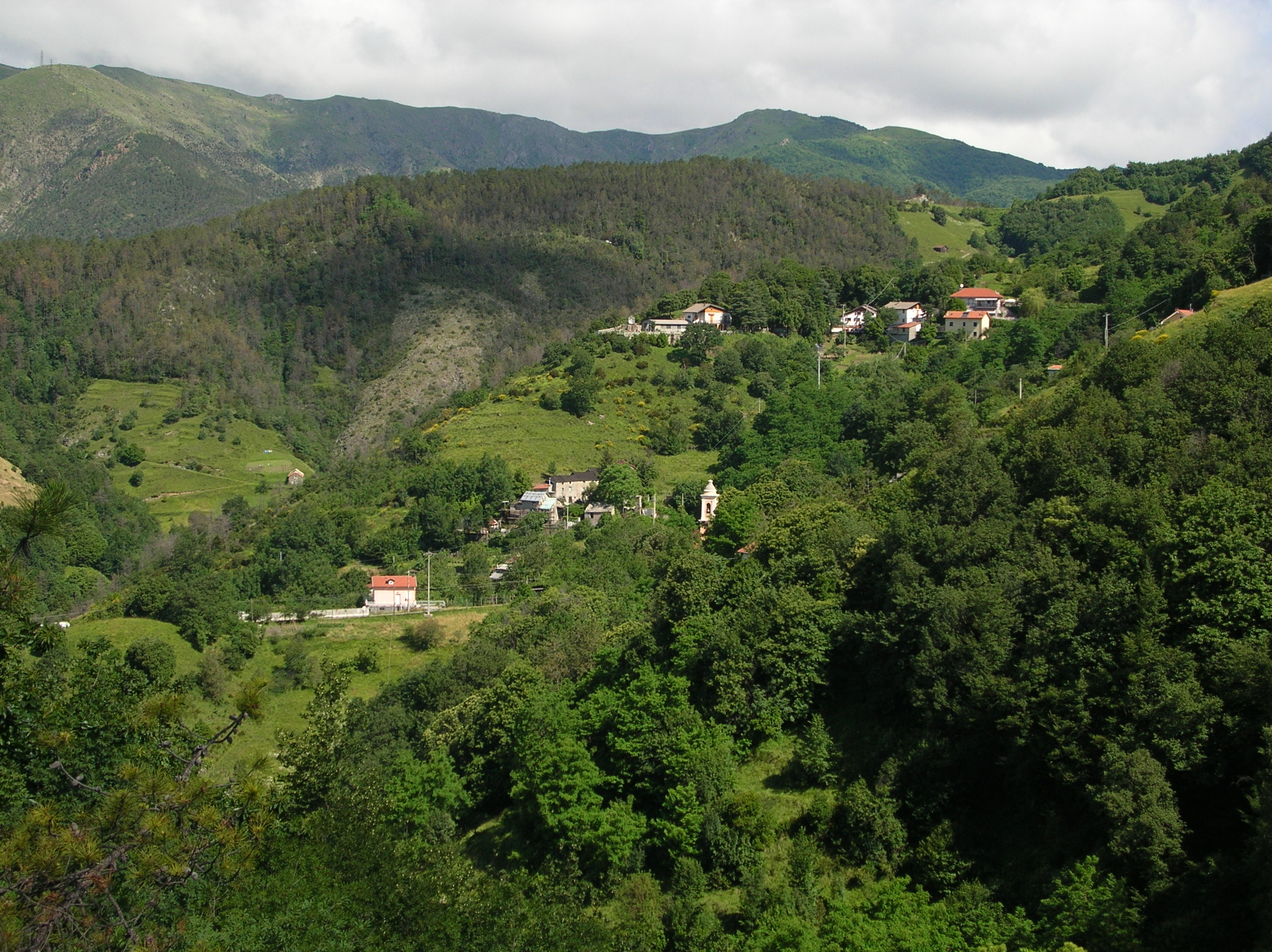
Le poche case di San Pietro ai Prati viste dalla località Timone

San Pietro ai Prati (in genovese  San Pê ai Prè) si trova nell'alta valle del rio Bianchetta, a 413 m s.l.m.. Il toponimo è riferito alla conca prativa in cui sorge il piccolo nucleo di case intorno alla chiesetta dedicata a San Pietro.
(Goffredo Casalis, "Dizionario geografico, storico, statistico e commerciale degli stati di S.M. il Re di Sardegna", 1849)
Il borgo di San Pietro ai Prati si raggiunge dalla Serra di Panigaro percorrendo la via Monte Timone che risale con stretti tornanti il versante sinistro della val Chiaravagna fino alla località Timone, da dove scende nella valle del rio Bianchetta fino alla chiesa di San Pietro.

### Borzoli Est
L'unità urbanistica Borzoli Est comprende la porzione di territorio nella valle del torrente Fegino, estesa su 3,30 km²
con 2 456 abitanti (al 31 dicembre 2017). Già parte della circoscrizione di Rivarolo, dal 2007 è compresa nel Municipio VI Medio Ponente. Questa zona, affacciata sulla val Polcevera, comprende le frazioni di Burlo e Fegino.

#### Fegino

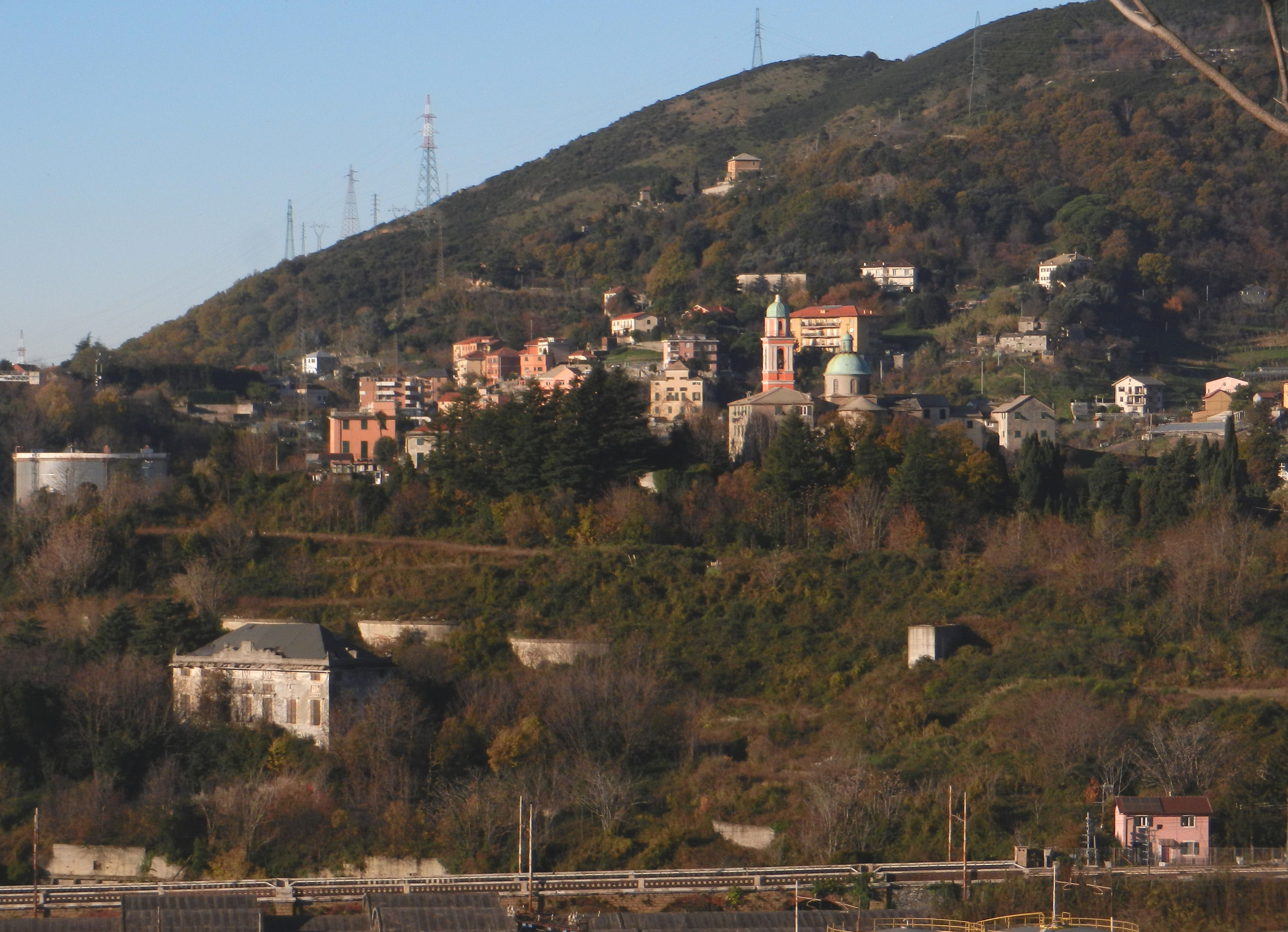
Veduta di Fegino con la chiesa di Sant'Ambrogio e la villa Spinola Parodi

Fegino (in genovese Fegìn) è una frazione collinare (86 m slm), sul crinale tra la val Polcevera e quella del suo affluente, il rio Fegino (o Pianego).
(Goffredo Casalis, "Dizionario geografico, storico, statistico e commerciale degli stati di S.M. il Re di Sardegna", 1834)
Il nome Fegino è fatto derivare da uno dei pochi toponimi romani della val Polcevera, ad Figlinas, citato dalla Tabula Peutingeriana. Il termine, dal latino "figulus" (vasaio) attesta la presenza in epoca romana di manifatture di vasi e laterizi. Nel comprensorio di 
Fegino e Borzoli era comune la presenza di cave di argilla e di fornaci, come attestato da documenti
medioevali. Frammenti di ceramiche e resti di manufatti riferibili a fabbriche di età romana sono stati più volte individuati da indagini archeologiche condotte nel XX secolo.
Al culmine della collina si trova la chiesa di Sant'Ambrogio, ben visibile anche da lontano per la grande cupola ottocentesca.
Fegino fu un centro di via sulla pista diretta a nord che correva sul crinale destro del Polcevera, oggi denominata via della Costiera, mentre ai piedi della collina si accede al valico di Borzoli, dove la strada confluiva nella via principale proveniente da Genova, proveniente dai guadi di Certosa e diretta a Sestri Ponente, che si sviluppava sul versante destro della valle, verso Coronata. Anche se il percorso dell'antica strada, oggi denominata via Fratelli di Coronata, è stato pesantemente mutilato nel XX secolo per la costruzione di depositi petroliferi, quanto ne rimane testimonia, con le ville e i giardini circondati da alti muri, un lontano passato di ricche villeggiature, grandi poderi e vigneti.
Nel corso del Novecento l'originario paesaggio agricolo in alcune aree è stato pesantemente alterato, specialmente nella zona prospiciente il Polcevera, dalla costruzione di industrie, infrastrutture ferroviarie (ben tre viadotti ferroviari attraversano il torrente a poca distanza uno dall'altro) e nel secondo dopoguerra anche di depositi petroliferi e oleodotti, alcuni dei quali ancora operanti, come quello della IPLOM, la cui rottura ha causato nell'aprile del 2016 uno sversamento di greggio finito prima nel rio Fegino e poi nel torrente Polcevera. A ciò si aggiungono realtà industriali, la discarica di Scarpino e la cantierizzazione del Terzo valico, con un traffico di mezzi pesanti superiori alle 7,5 tonnellate che nel 2012 superava le 500 unità al giorno.

L'area fu interessata dall'alluvione del 2010 e al 2017 era oggetto della discussione di un Piano di Ermergenza Esterna basato su un rapporto di rischio già scaduto da due anni.

## Infrastrutture e trasporti

### Strade

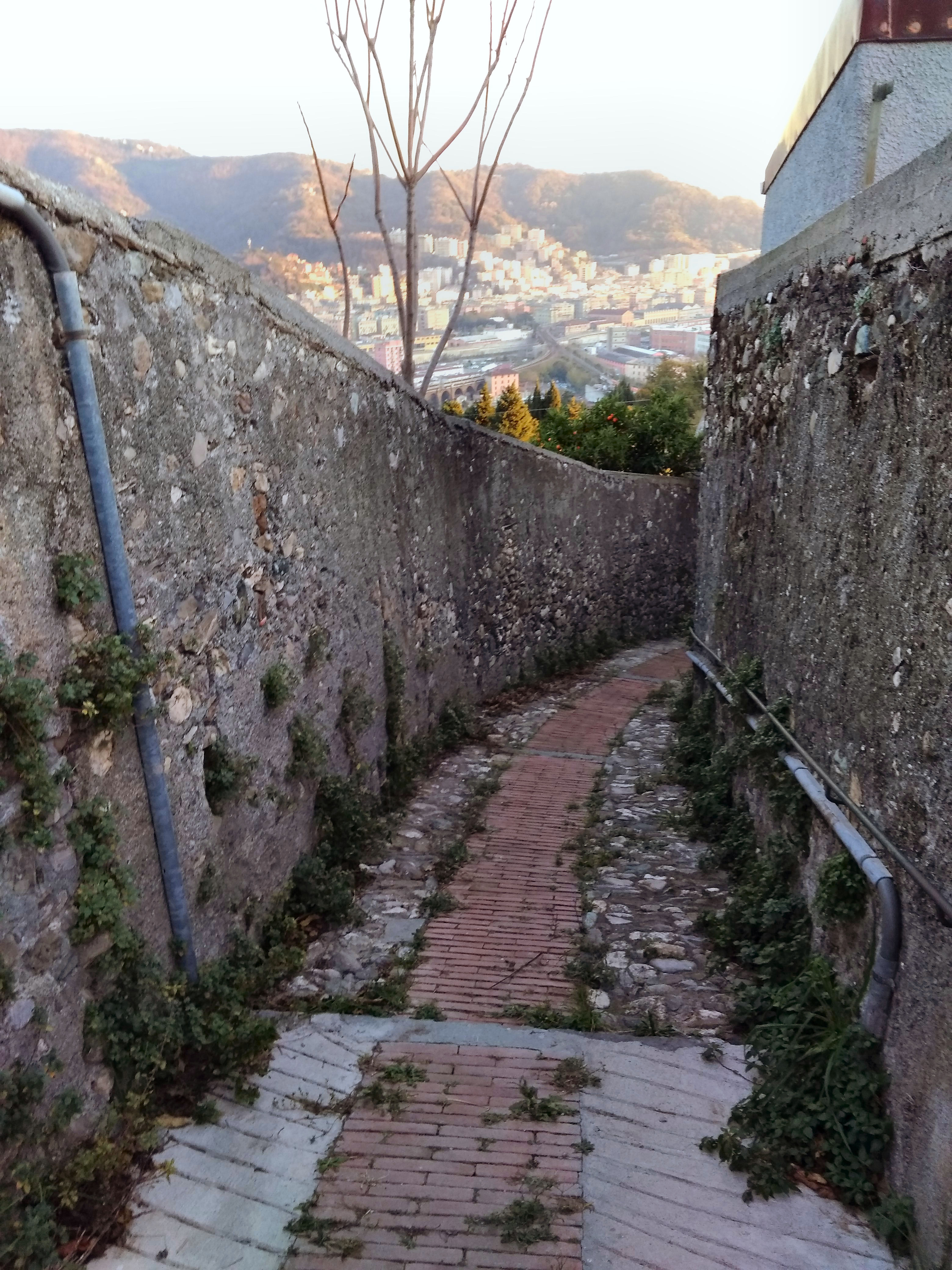
Uno scorcio di via della Costiera sullo sfondo di Certosa

Anticamente passavano per Borzoli due importanti vie che collegavano Sestri Ponente con la pianura padana. Entrambe avevano inizio dalla frazione Priano, che in epoca romana, prima dell'interramento del golfo detto di San Lorenzo, si trovava sulla riva del mare.
La prima di queste vie, passando per l'abbazia di Cassinelle e il valico di Lencisa, portava alle Capanne di Marcarolo (antico luogo di scambi commerciali tra mercanti liguri e piemontesi) e da qui alla pianura piemontese, intorno ad Alessandria.
La seconda passava per la pieve di S. Stefano e Fegino, dove si divideva in due rami: uno, diretto a nord, raggiungeva Pontedecimo collegandosi con la via Postumia, l'altro, sul versante di Coronata, superato il valico, scendeva ai guadi del Polcevera nella zona di Certosa, che consentivano di proseguire per Genova. Il percorso si sviluppava lungo le attuali vie Priano, Rivassa, Cristo di Marmo (toponimo che deve il suo nome a un'antica immagine tuttora presente al crocevia nei pressi del valico), Fratelli di Coronata. In alcuni punti è ancora visibile l'antico selciato, fatto con pietre squadrate e di dimensioni assai maggiori dei ciottoli di fiume solitamente usati nelle “creuze” genovesi, testimonianza di una gestione pubblica della via e quindi dell'importanza di questa nella viabilità di un tempo. Un'altra via (oggi via al Forte di Monte Guano) dal valico porta a Coronata.

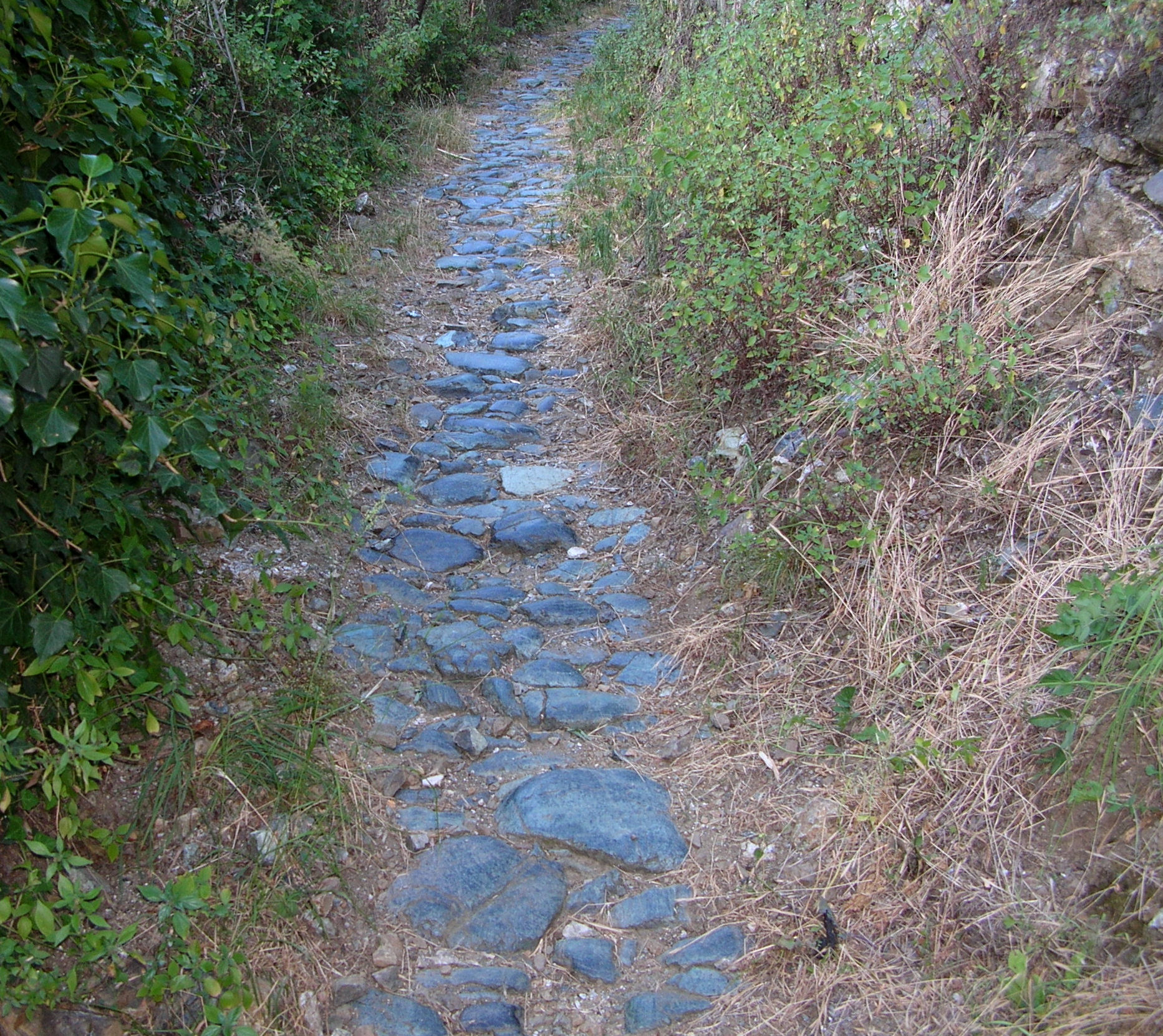
Un tratto dell'antico selciato in via Rivassa

Attualmente Borzoli è attraversata da una strada urbana (via Borzoli), che superando un basso valico (86 m s.l.m.) unisce Sestri Ponente e Rivarolo costituendo un collegamento per il traffico locale tra il ponente genovese e la val Polcevera, alternativo a quello che attraversa il quartiere di Cornigliano. Dal valico di Borzoli ha inizio la via Militare diretta alla discarica di Scarpino, costruita in origine nella prima metà del XX secolo per raggiungere le postazioni antiaeree costruite in cima al monte Rocca dei Corvi e poi prolungata negli anni sessanta quando venne aperta la discarica.

### Ferrovie

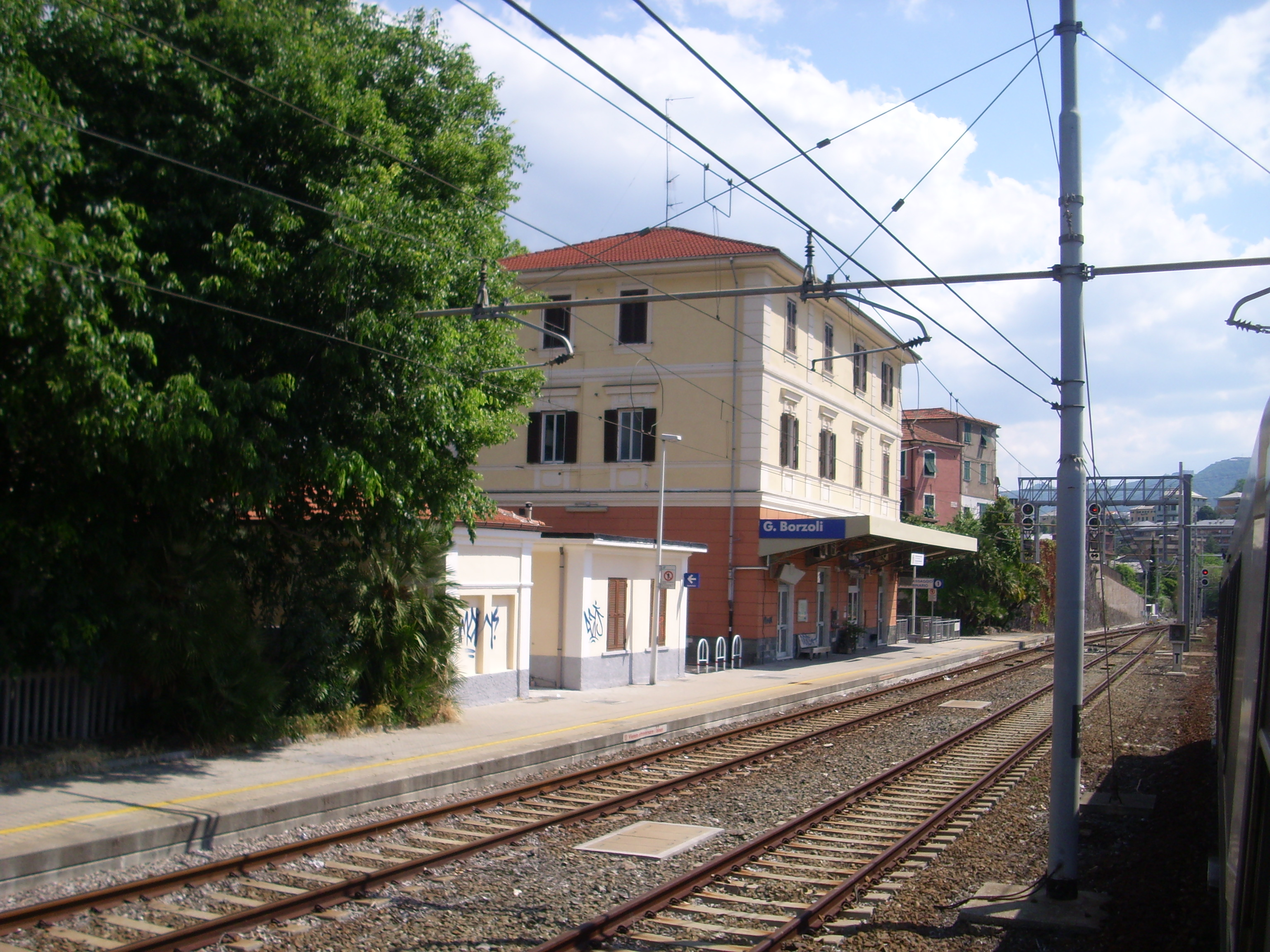
La stazione ferroviaria di Borzoli

Borzoli è servita da una stazione ferroviaria sulla linea Asti-Genova. La stazione è situata a poca distanza dalla pieve di Santo Stefano: quando nel 1891 fu costruita la linea ferroviaria che collegava Genova alle valli dell'Orba e della Bormida attraverso la valle Stura, fu scelto questo luogo per la sua vicinanza alle cave di calcare.

## Sport

### Impianti sportivi

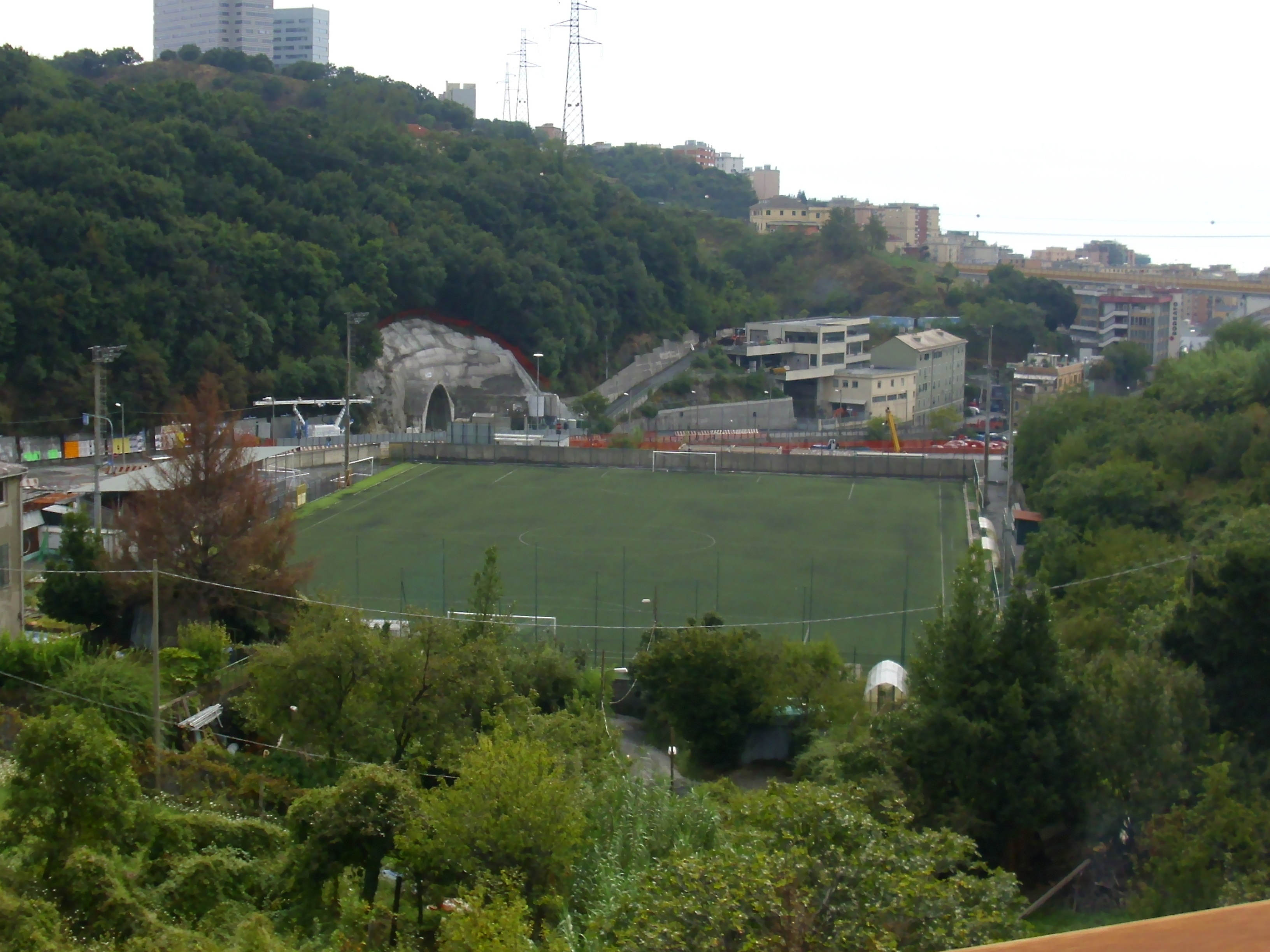
Stadio Giuseppe Piccardo

Nella frazione Burlo esiste un centro polisportivo, denominato "Lago Figoi", comprendente una piscina e una palestra per gare di pallacanestro e pallavolo. Il complesso prende il nome da uno dei tre piccoli bacini artificiali, costruiti nell'Ottocento dall'imprenditore Dellepiane e prosciugati negli anni cinquanta del Novecento. L'impianto sportivo sorge sull'area, ora interrata, del bacino inferiore, il lago del Pilone, ma il complesso sportivo prende il nome dal lago Figoi, un altro bacino, posto più a monte, anch'esso oggi svuotato.
La zona di "Borzoli Ovest" ospita dal settembre 1969 lo stadio Giuseppe Piccardo, terreno di gioco della Fratellanza Sportiva Sestrese Calcio 1919, che ha sostituito quello storico di via Chiaravagna, nel quartiere di Sestri Ponente, demolito per far posto ad un insediamento residenziale.

### Calcio
La principale squadra di calcio del quartiere è il Gruppo Sportivo Dilettanti Borzoli, che nel 2020-2021 milita nel campionato ligure di Promozione. La squadra disputa gli incontri casalinghi sul campo sportivo Giuseppe Piccardo. Altra formazione calcistica è l'ASD Fegino che milita nel campionato di Prima Categoria.